# Costa Verde (Lima-Callao)
La Costa Verde es una emblemática ruta costera limeña caracterizada por sus acantilados, parques, bulevares y playas. Se encuentra en el litoral de la bahía de Lima, Perú, y se extiende desde la península de La Punta, en el Callao, hasta el cerro La Chira, en el distrito de Chorrillos. Sus imponentes acantilados se alzan directamente frente a las playas del océano Pacífico, ofreciendo un paisaje y una vista panorámica singular, que atrae tanto a lugareños como a turistas.
Originalmente, esta zona estaba desocupada y no tenía ningún terreno al nivel del mar, «Un mar embravecido en el que violentas olas rompían al pie del acantilado», según recuerda la historiadora María Delfina Álvarez Calderón. Sin embargo, todo esto cambiaría con la inauguración de la Costa Verde, a manos del alcalde de Miraflores Ernesto Aramburú Menchaca.
Inaugurada el 15 de diciembre de 1970, La Costa Verde se ha consolidado como un punto clave para el esparcimiento, la recreación y la cultura. Su ubicación es especialmente relevante, ya que Lima es la única capital sudamericana situada directamente en la costa del océano Pacífico. Esto ha convertido a la zona en un destino icónico dentro de la ciudad y en un importante espacio de interacción social y turística.

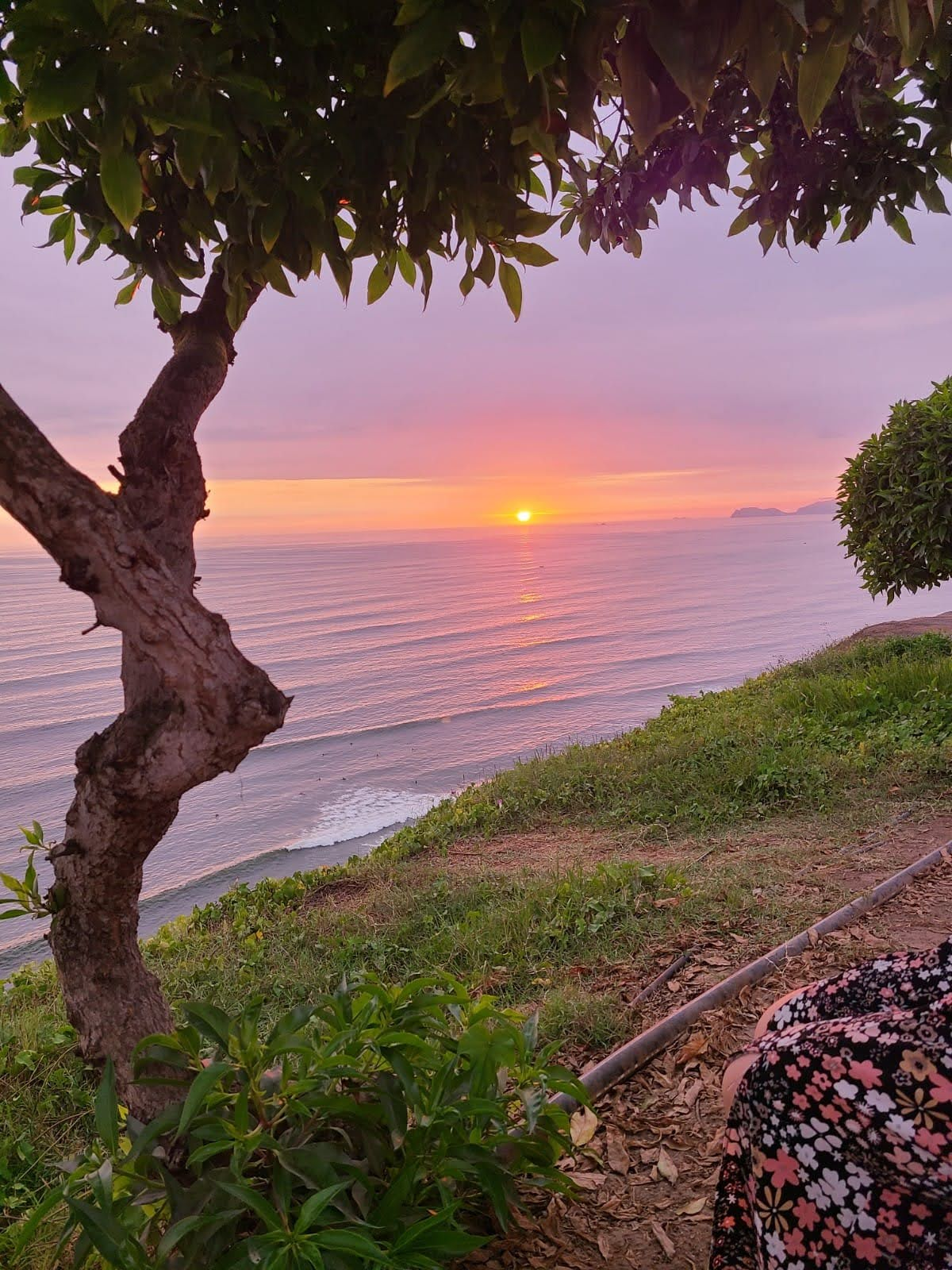
Parque Antonio Raimondi, en el Malecón Cisneros, se aprecia la puesta de sol

El nombre "Costa Verde" proviene de la forestación realizada en los acantilados de la zona. En la parte superior de estos, se encuentran varios malecones que ofrecen vistas panorámicas, mientras que en la parte inferior recorre el circuito de playas, el cual conecta diversos distritos costeros y facilita el acceso a las playas, que están equipadas con ciclovías y vías peatonales.

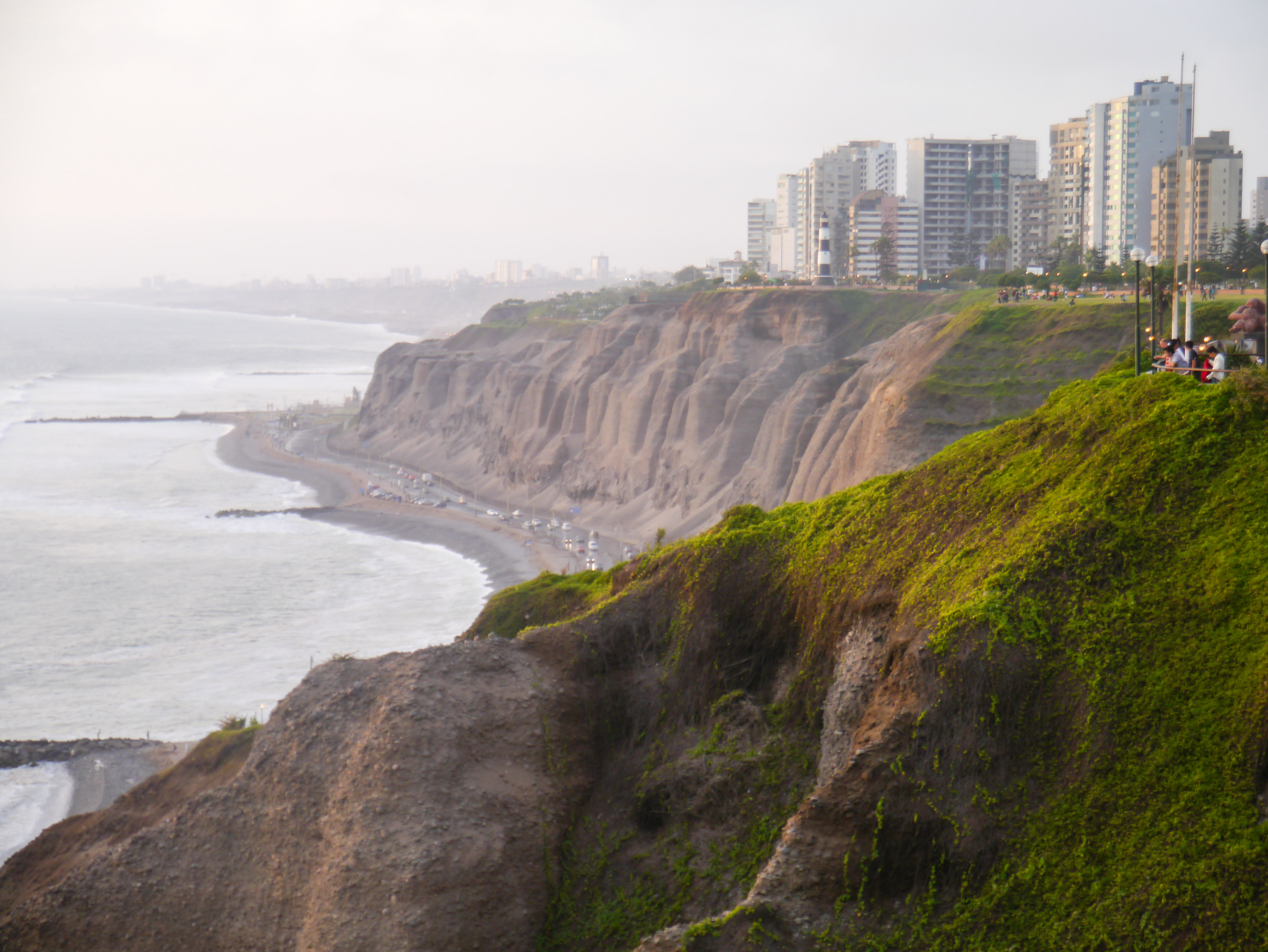
Foto tomada desde un malecón en la parte superior de un acantilado, donde se puede apreciar la forestación que se le hizo al mismo.

Gracias a su geografía y entorno privilegiado, La Costa Verde es un espacio ideal para una amplia variedad de actividades recreativas y deportivas, como caminatas, baños, cicloturismo, surf, pícnics, saltos de parapente y la observación de aves y paisajes. Su infraestructura y belleza escénica la convierten en un punto de referencia para la vida urbana y el contacto con la naturaleza en la capital peruana.

## Geografía

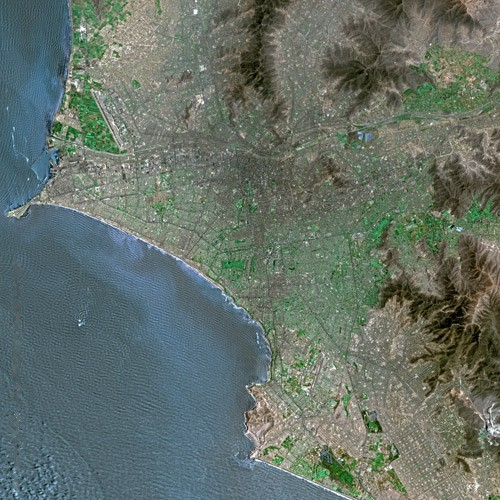
Vista de la bahía de Miraflores.

La Costa Verde abarca en los que es el borde costero de la bahía de Lima o Miraflores, entre la península de La Punta y hasta el cerro La Chira. Alrededor de la Costa Verde se encuentran varias playas, acantilados, así como el humedal de La Arenilla, los cerros Morro Solar, Marcavilca y La Chira, los canales Huatica y Surco.
El área comprende los distritos de La Punta, Callao y La Perla, en la provincia del Callao; San Miguel, Magdalena del Mar, San Isidro, Miraflores, Barranco y Chorrillos en la provincia de Lima.
La Costa Verde presenta 2 ecosistemas: corriente fría de Humboldt y desierto costero. Asimismo cuenta con hábitats naturales como el mar, la playa La Chira, los islotes de La Chira, las lomas de Marcavilca y el acantilado así como ambientes antrópicos como playas, parques en la parte de arriba y de abajo, acantilado modificado, humedales, cascada y canales. La Costa Verde brinda servicios ecosistémico de aprovechamiento, regulación, hábitat y culturales.
La quebrada de Armendáriz se encuentra ubicada en sur del distrito de Miraflores. La zona era conocida como la hacienda Armendáriz donde existían terrenos de cultivo hasta la década de 1930 y posteriormente con el desarrollo de la ciudad se urbanizó.
Desde la Costa Verde se puede divisar las islas La Horadara, El Frontón y San Lorenzo; los cerros de La Mina en la isla San Lorenzo. A 16.5 kilómetros de distancia del Morro Solar, junto a las islas de San Lorenzo y El Frontón constituye una cadena geológica de 10 kilómetros de largo.

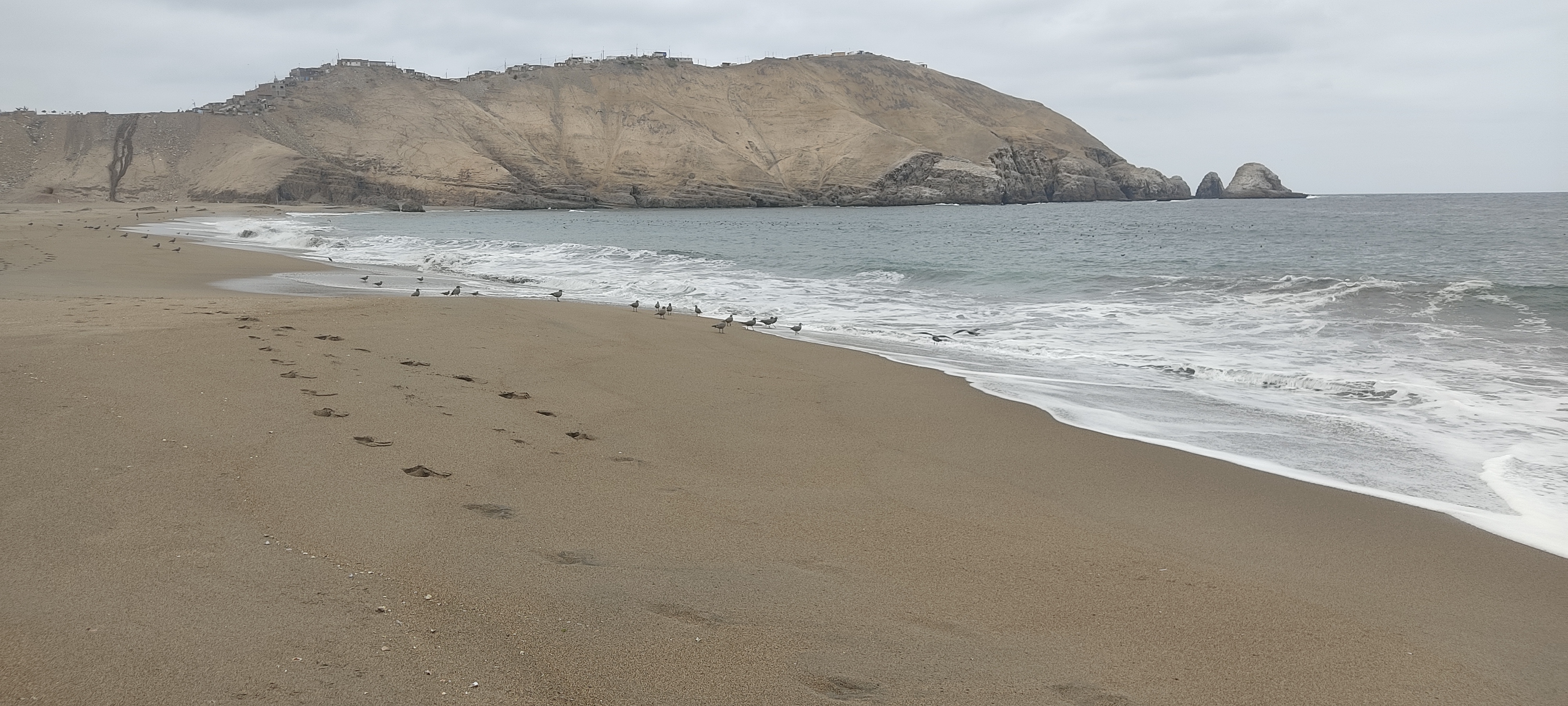
Cerro y playa La Chira en el distrito de Chorrillos
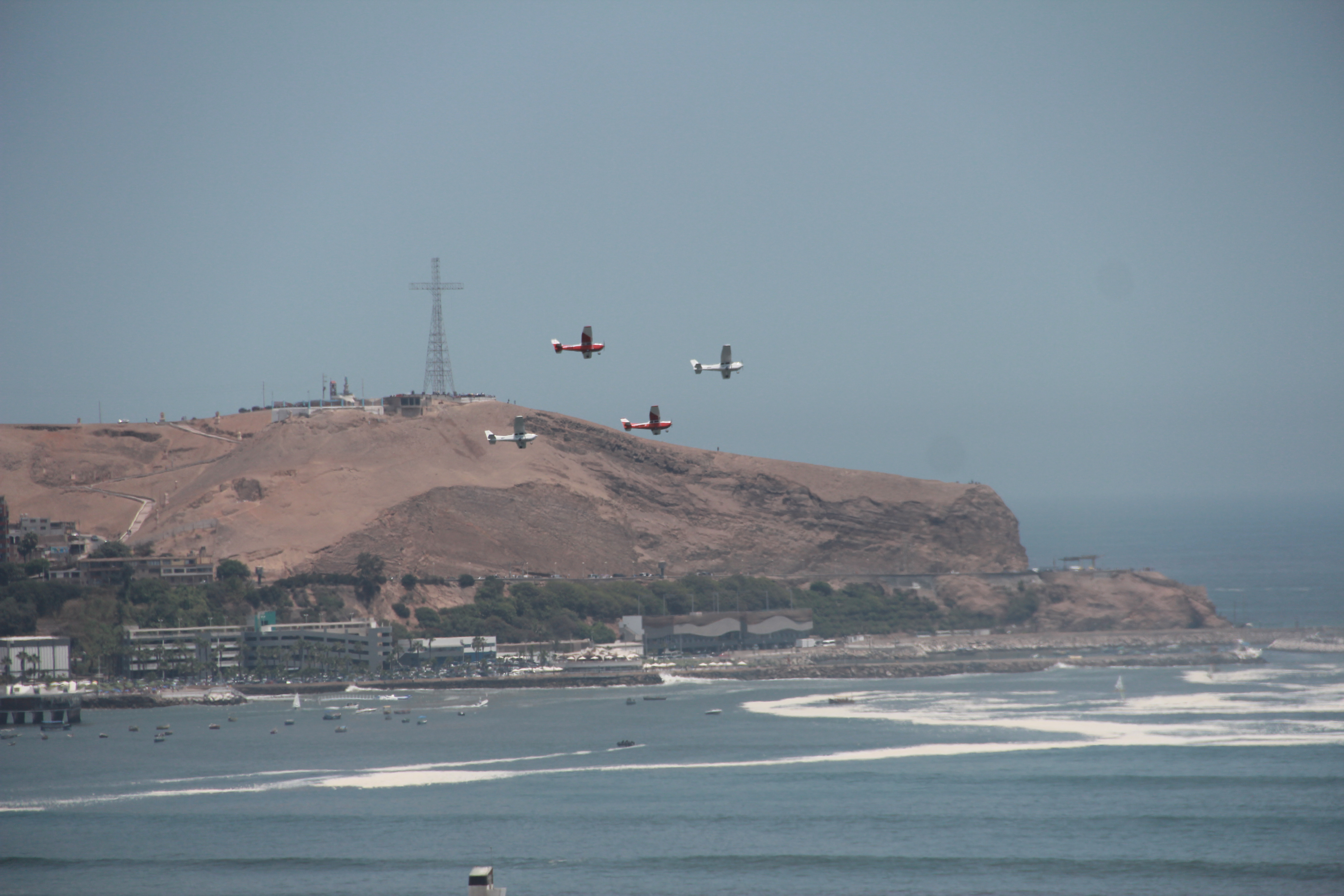
Vista del Morro Solar
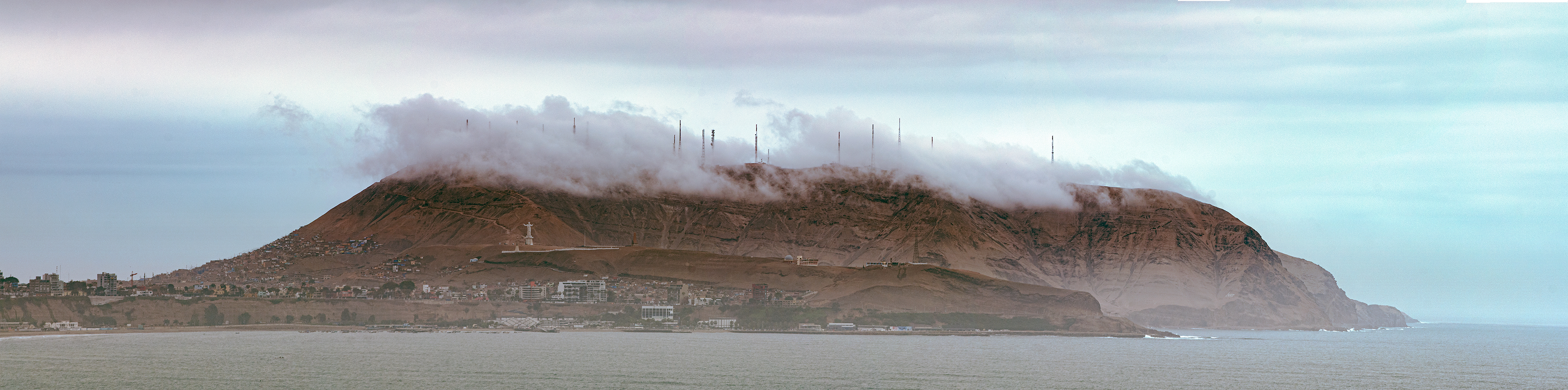
El cerro Marcavilca ubicado atrás del Morro Solar
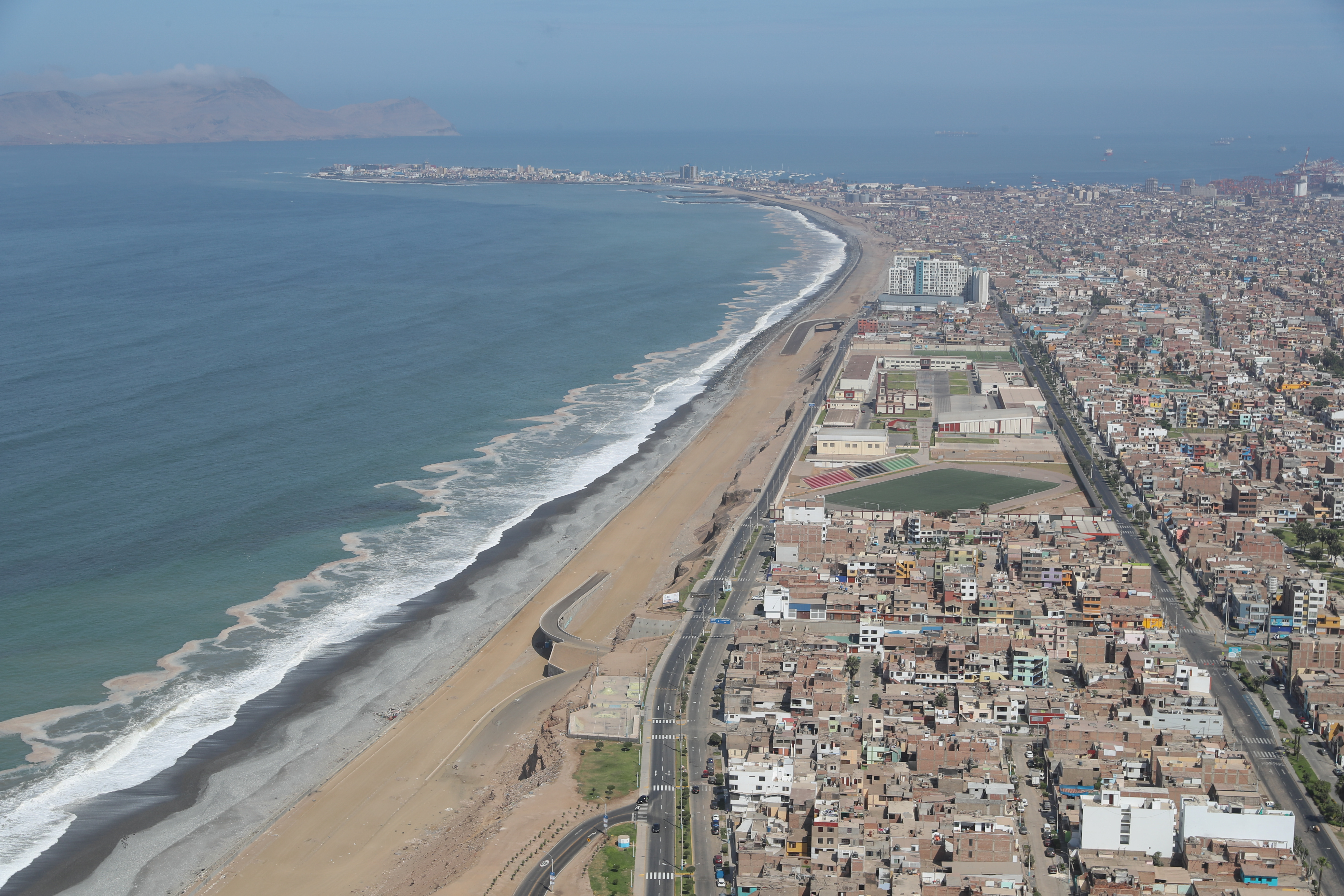
Vista aérea de la península de La Punta, distrito de La Punta
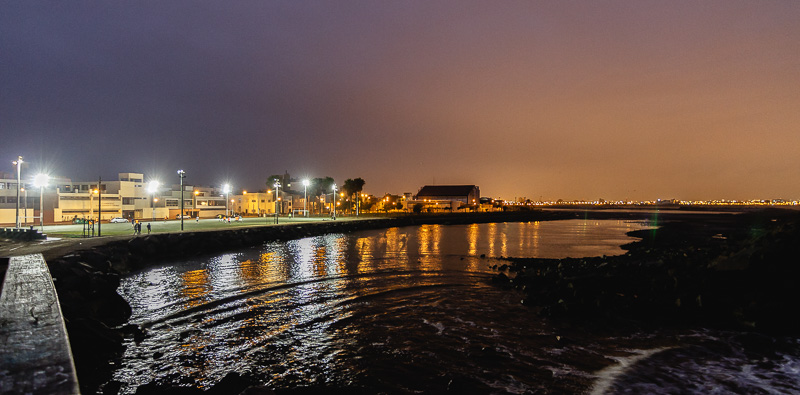
Humedal de La Arenilla en el distrito de La Punta
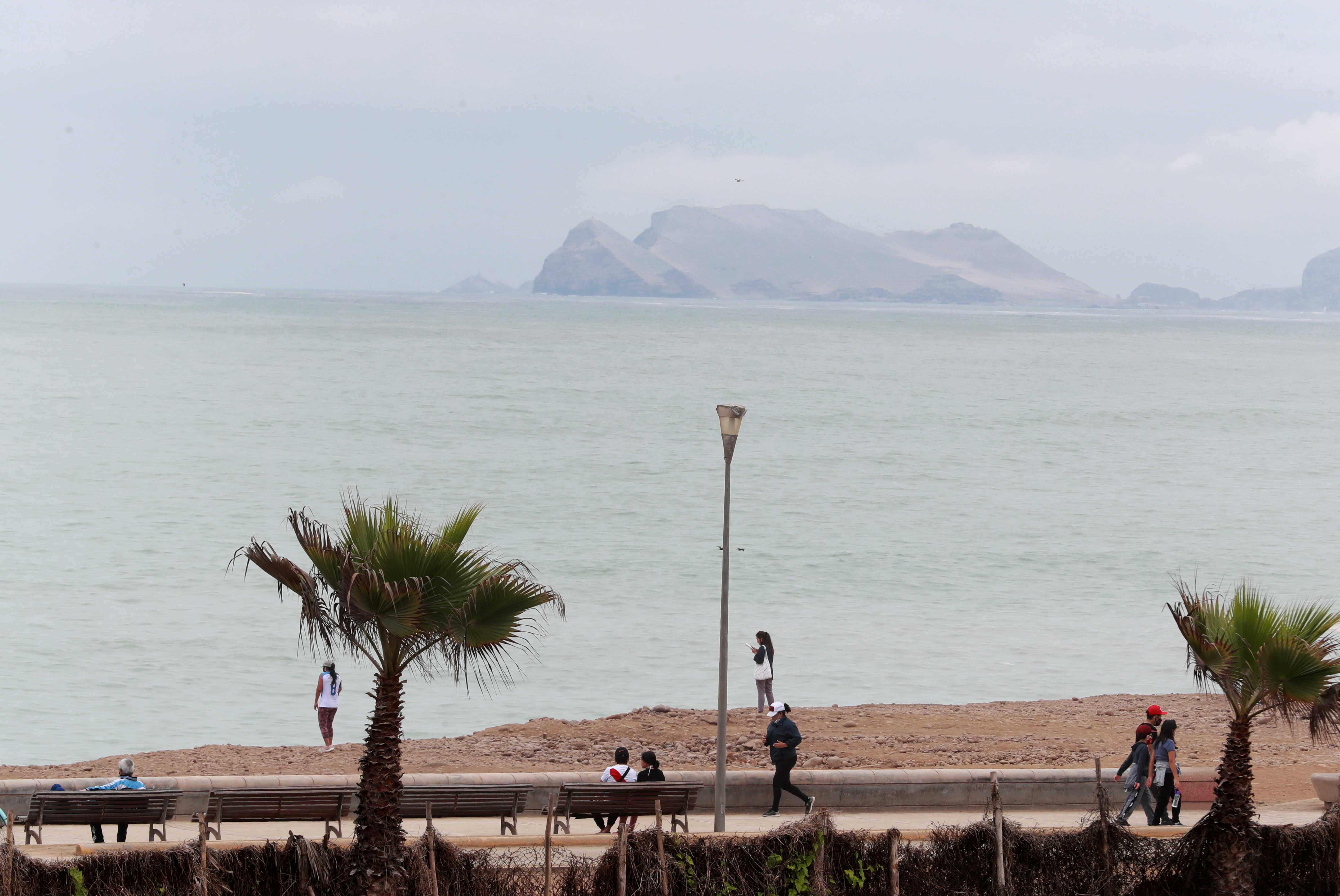
Vista de la isla El Frontón
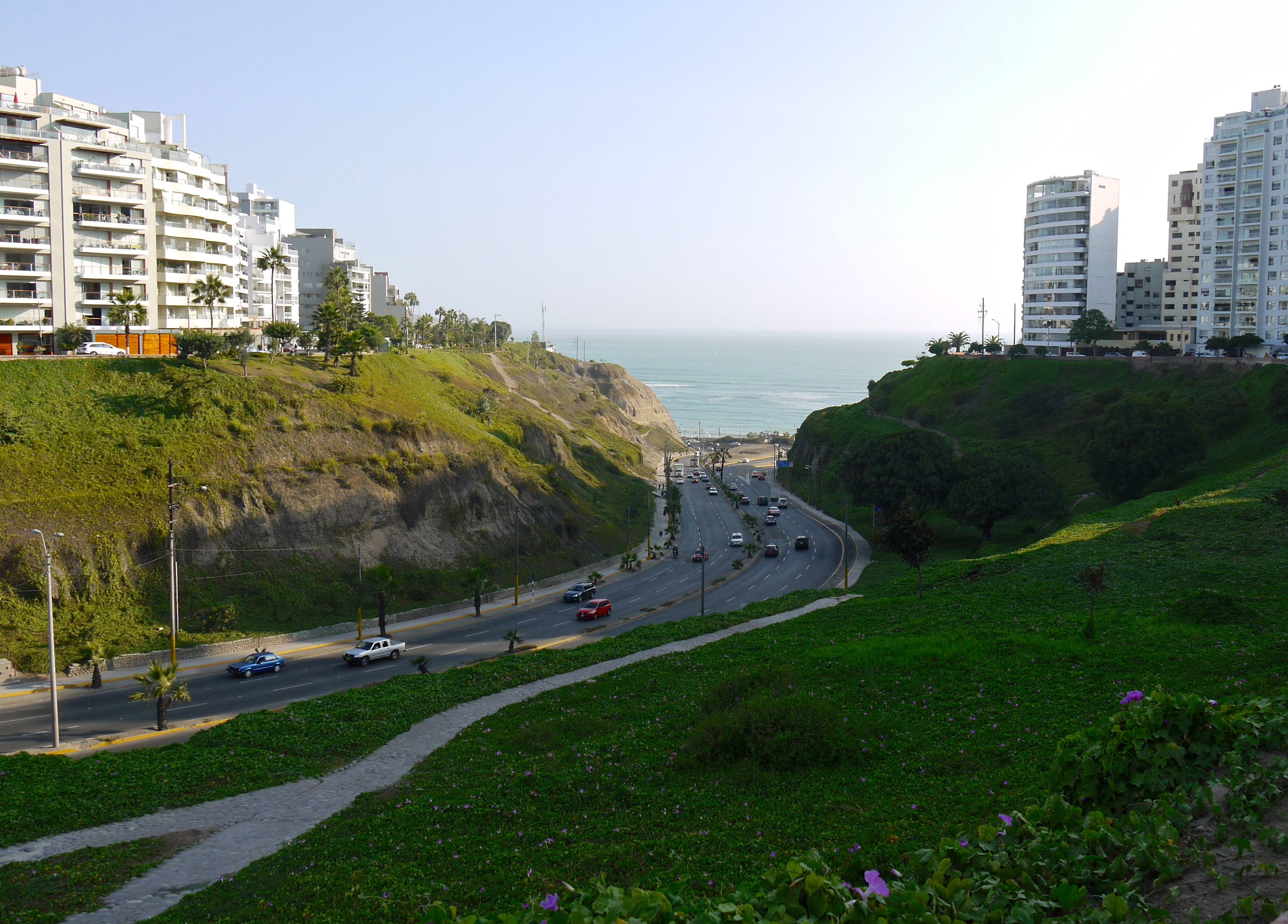
Quebrada de Armendáriz
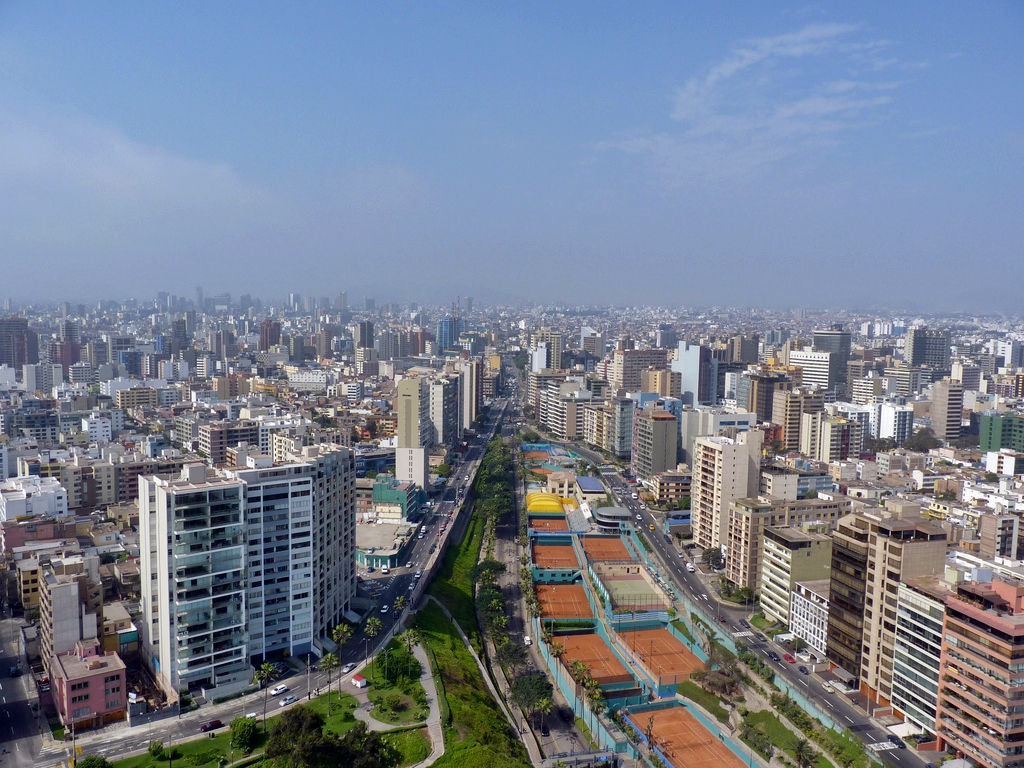
Bajada Balta

### Playas
En la Costa Verde están ubicadas las playas, en Lima: La Chira, La Herradura, La Caplina, Club Regatas 3,  Club Regatas 2, Club Regatas 1, Pescadores, Agua Dulce Sur A, Agua Dulce Norte B, Las Sombrillas, Los Yuyos, Barranco, Los Pavos, Barranquito, Las Cascadas, Miraflores, Los Delfines, La Estrella, Redondo I, Redondo II, Makaha, Waikiki, La Pampilla, Punta Roquitas, Tres Picos, Los Delfines y Marbella; en el Callao, están las playas Mar Brava, Carpayo I, Carpayo II, Los Cocos, Guilligan Poza, Guilligan Mar Afuera, Malecón Pardo y Arenilla.

Playas de la Costa Verde
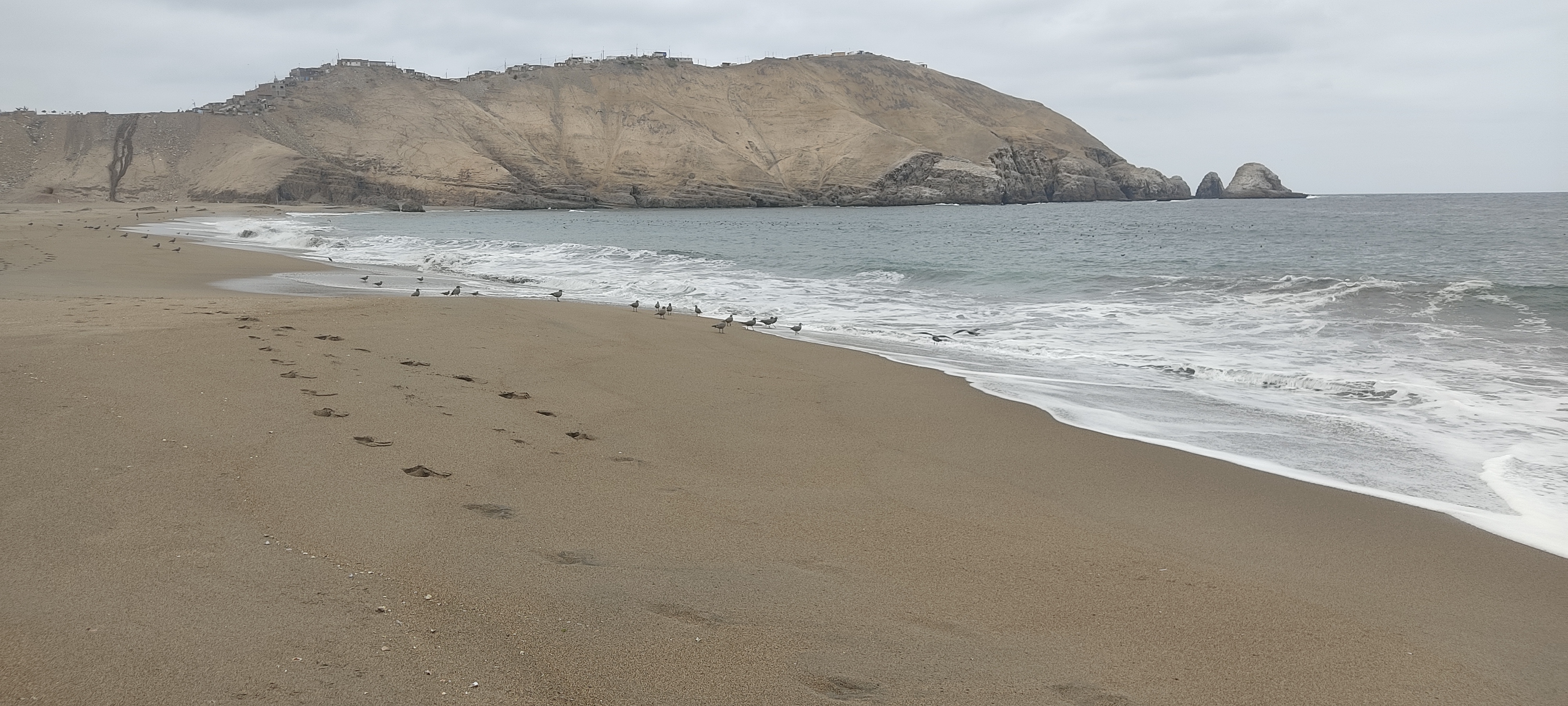
La Chira
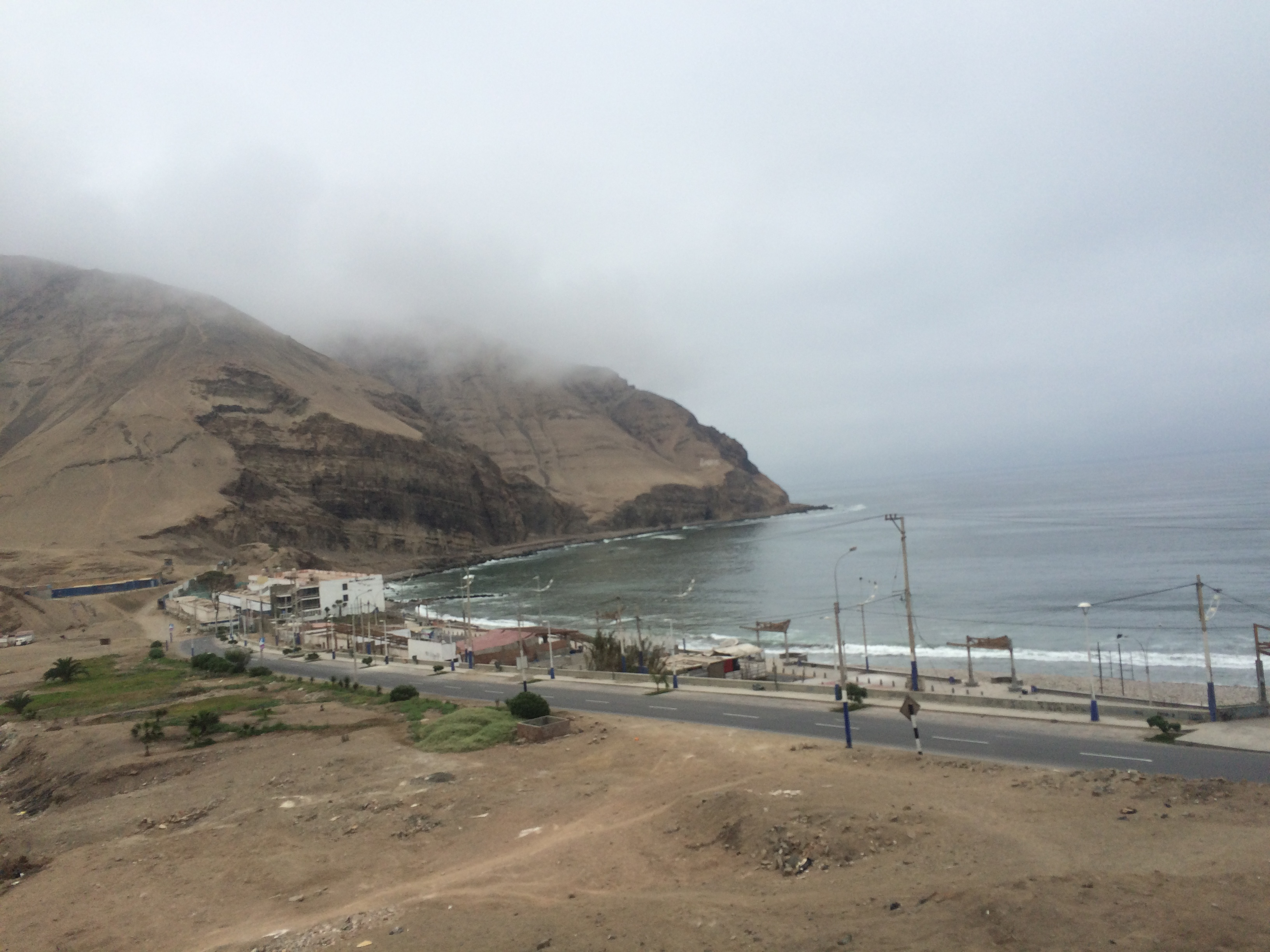
La Herradura
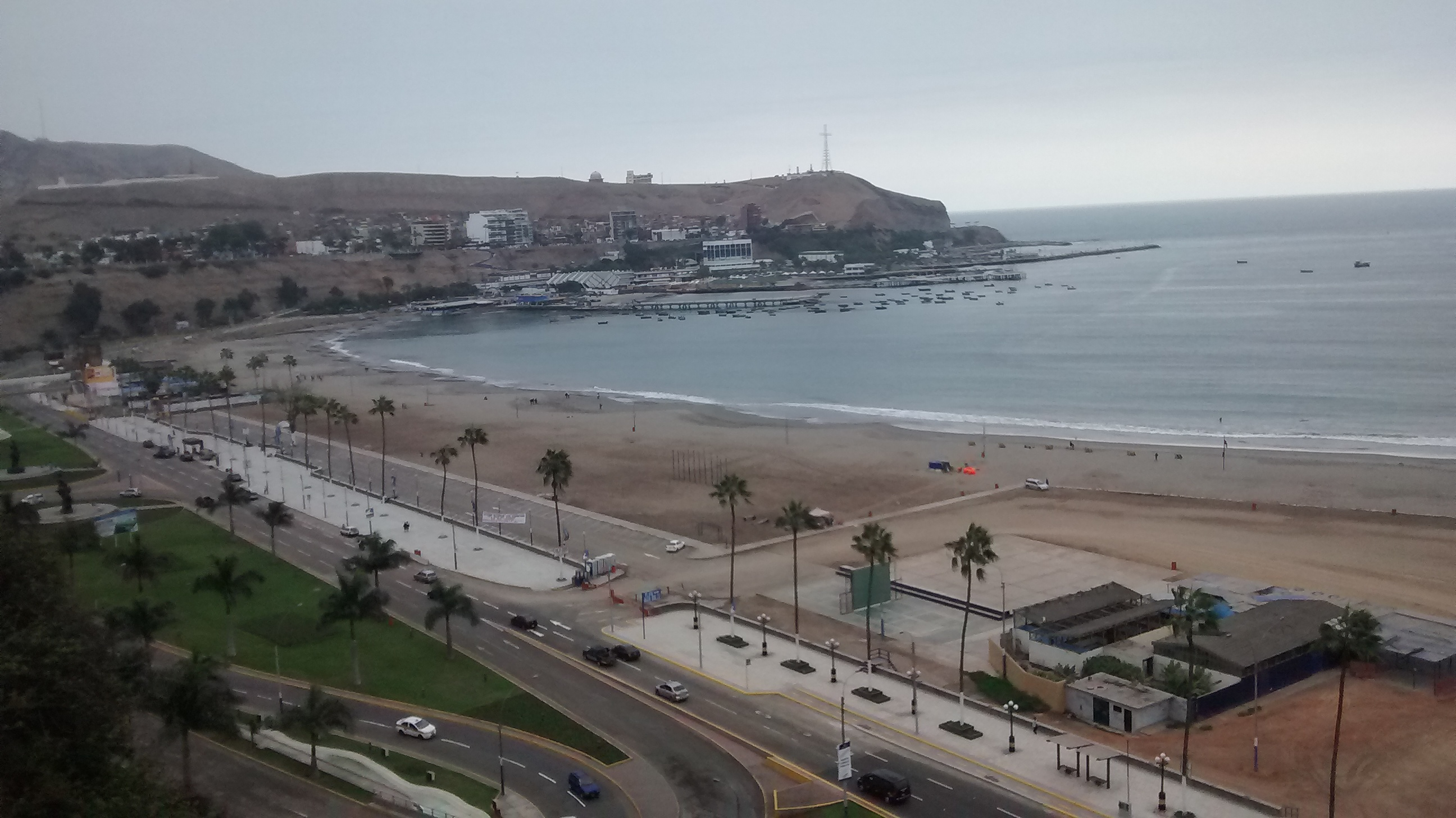
Agua Dulce
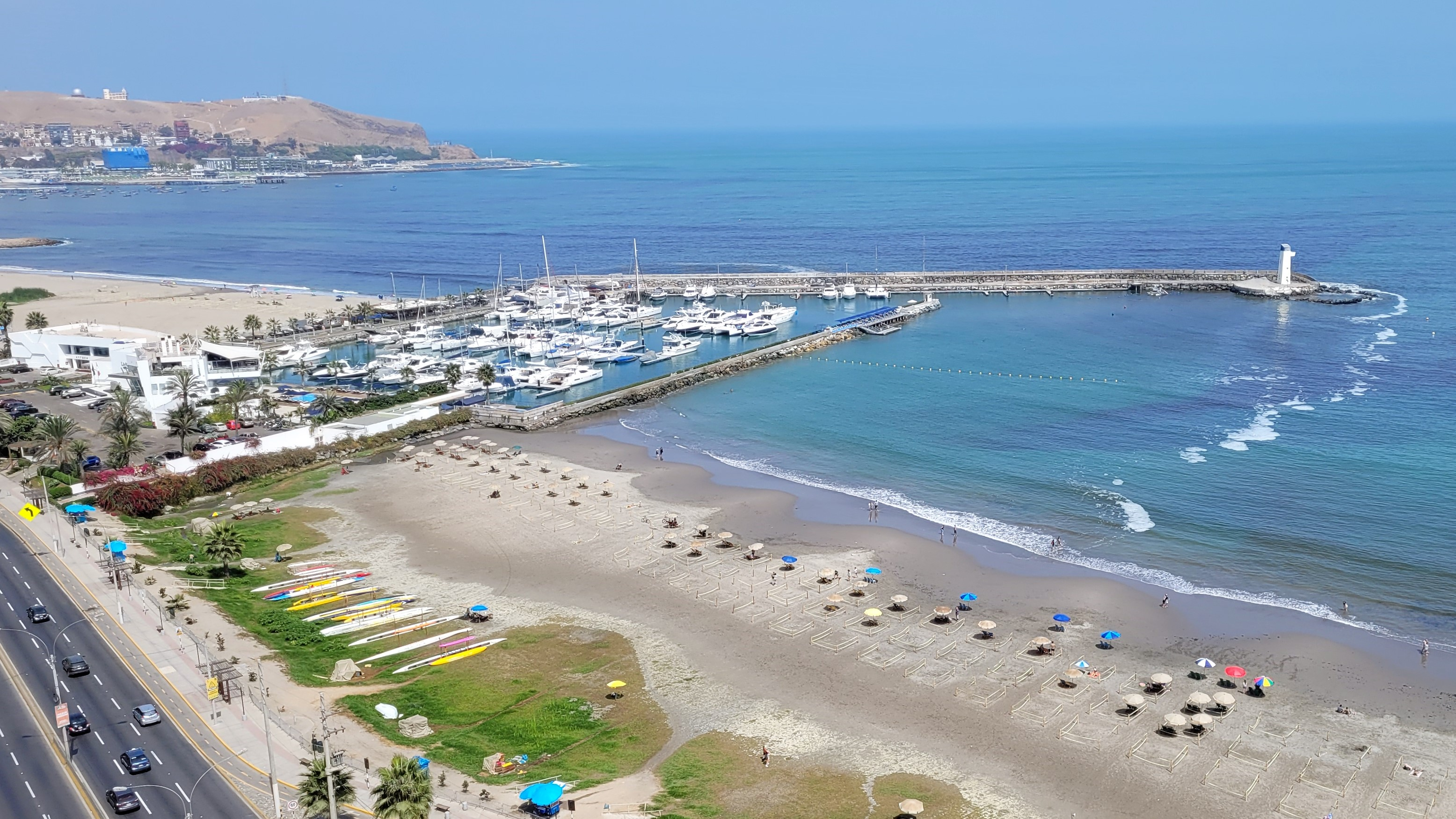
Los Yuyos
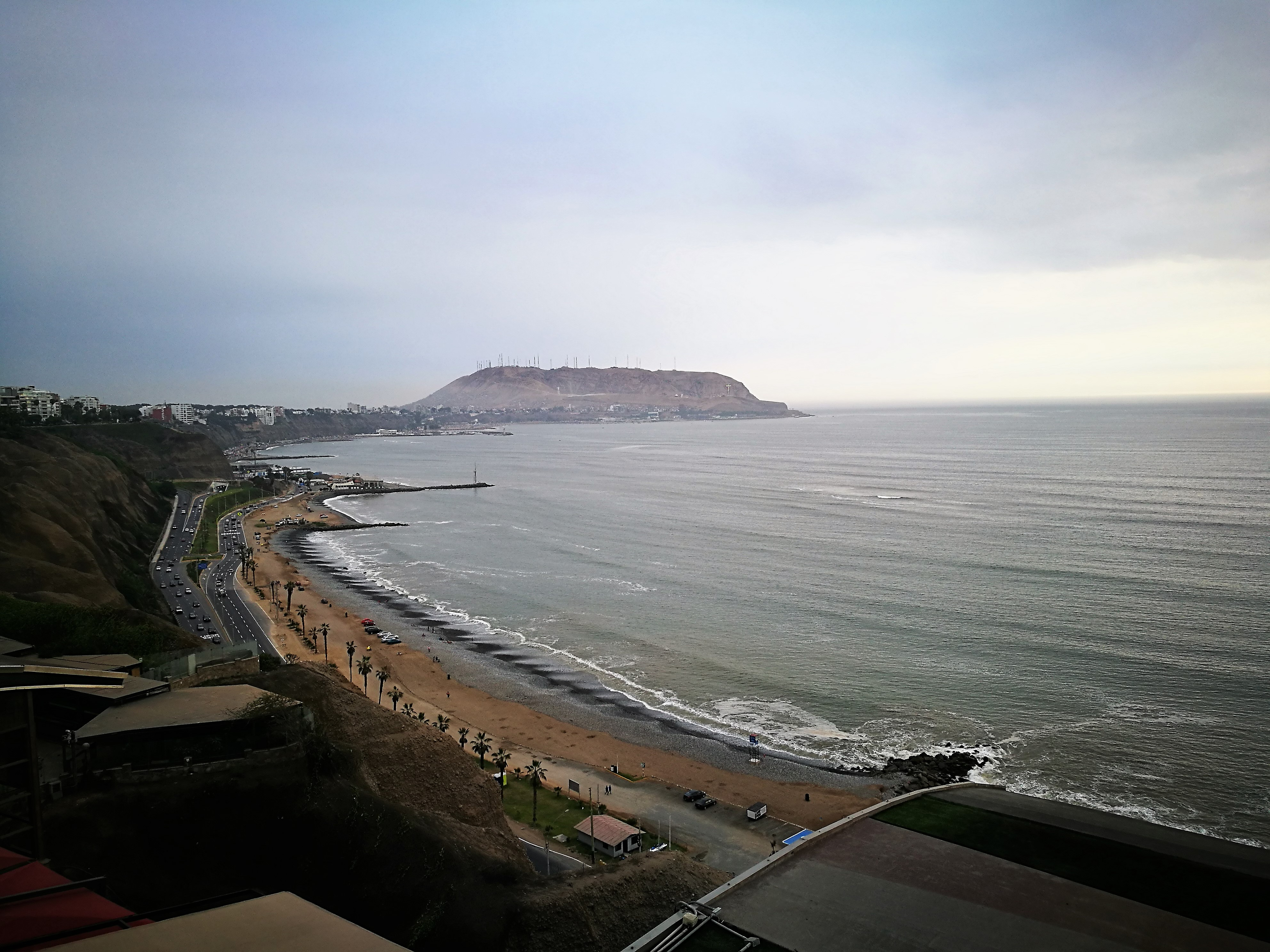
La Pampilla
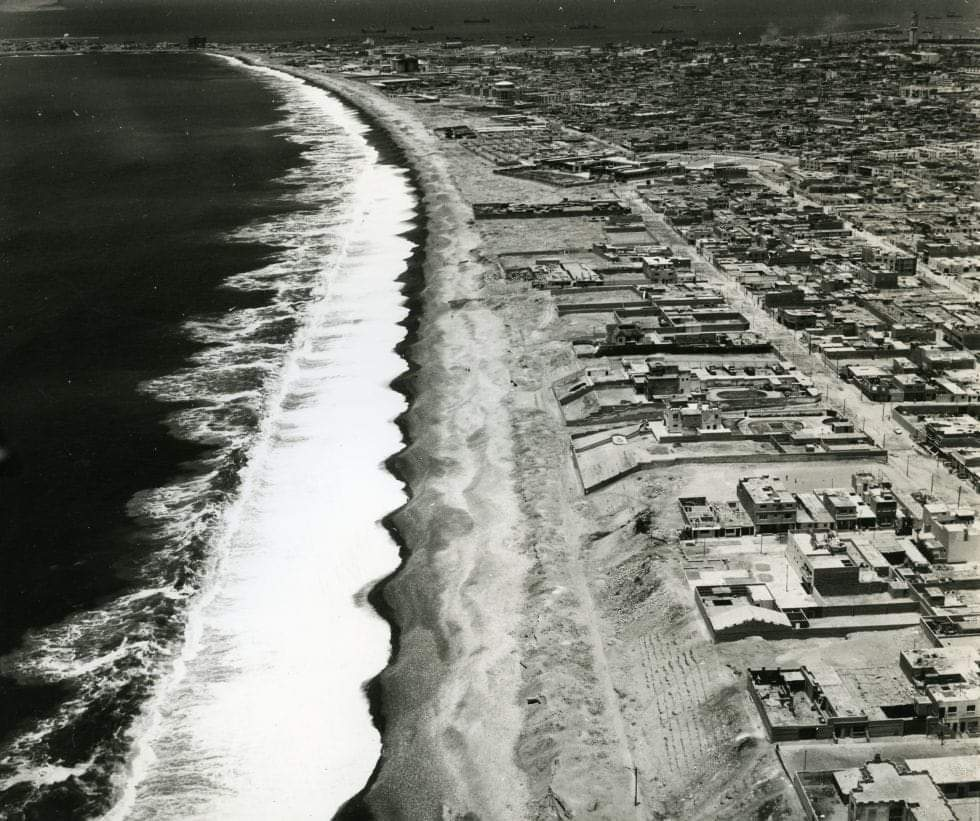
Mar Brava

#### Agua Dulce
Agua Dulce es uno de las playas más populares de Lima y el Perú. El 1 de enero de 2024 cerca de 50 mil veraneantes acudieron a la playa Agua Dulce. Registrándose aglomeraciones de personas en los puentes peatonales intentado retirase o ingresar a las playas.

#### Carpayo
La playa se encuentra ubicada en el Callao. Fue considerado la playa "más sucia de Latinoamérica" llegando a acumular 60 toneladas de desechos en una longitud de 500 metros. Entre los desechos se encontraron tapones, redes de plástico, tablones, artefactos de construcción, muebles, computadoras, partes de vehículos, ventanas y cráneo humano. La calidad del agua ha sido calificada como saludable por el Ministerio de Salud.

### Humedales
Las playas Estrella, Barranquito, Agua Dulce y Chorrillos presentan acuíferos, estas aguas subterráneas provienen desde los Andes hasta llegar a las playas de la Costa Verde. El nombre del distrito de Chorrillos hace referencia a los chorros de agua dulce que fluyen de los acantilados con rumbo a las playas. En la playa La Estrella del distrito de Miraflores, presenta afloramiento de agua dulce.

#### Humedal La Arenilla

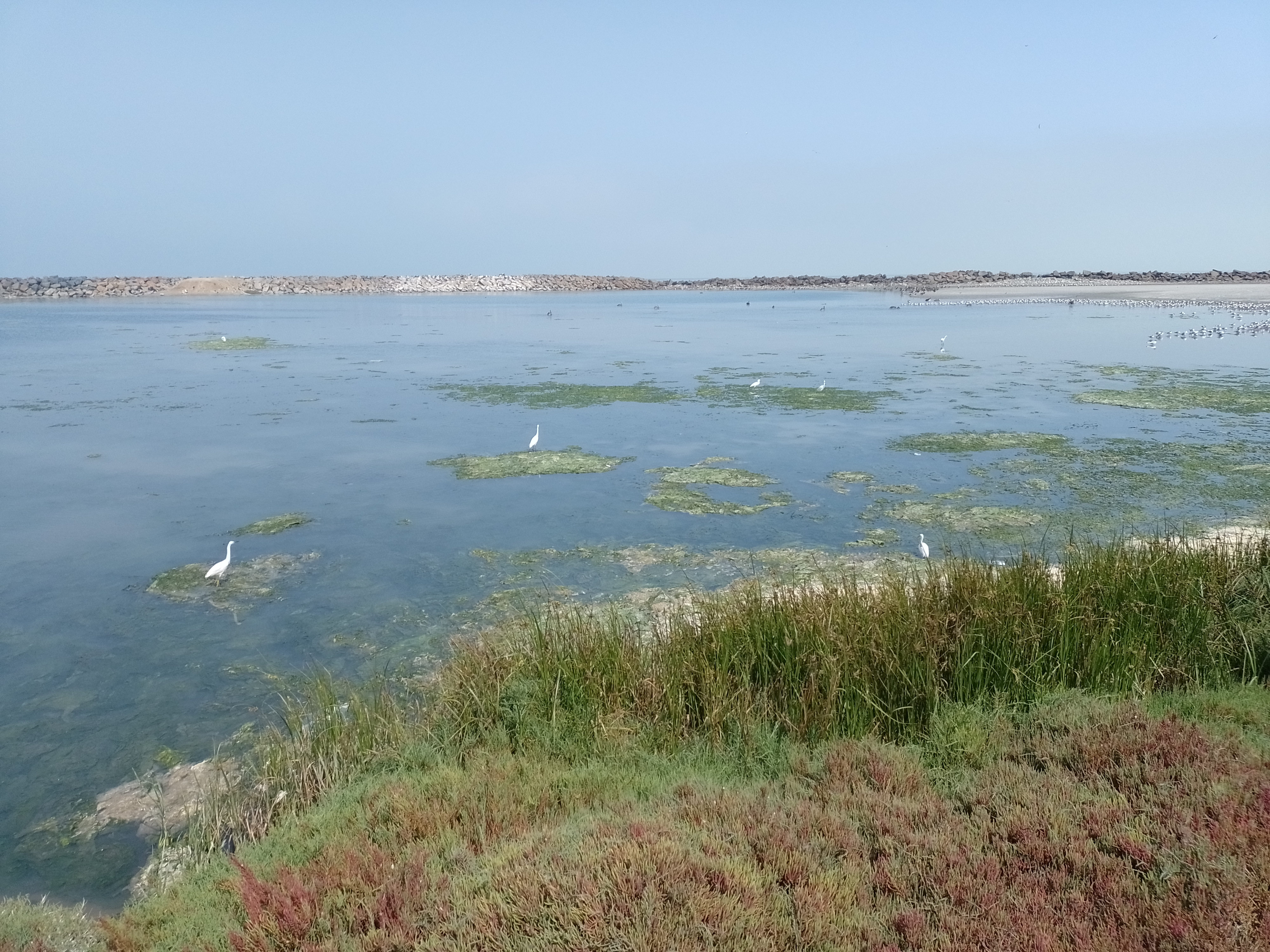
Aves en el humedal de La Arenilla

El humedal La Arenilla es un ecosistema artificial de 18,2 ha. Se formó en 1967, luego de la construcción de dos rompeolas para la defensa del litoral. Fue declara área de protección municipal. En el área del humedal costero Poza de La Arenilla se ha registrado 72 especies de aves principalmente migratorias, asimismo destaca la especie endémica Cinclodes taczanowskii.

## Biodiversidad
En el espacio se ha registrado 72 especies de aves, principalmente migratorias. Entre las aves se pueden encontrar el cormoránneo tropical, playero coleador, ostrero americano, chorlo gritón, ostrero negro, gaviota de Franklin, remolinero de la costa peruana y gaviota peruana.

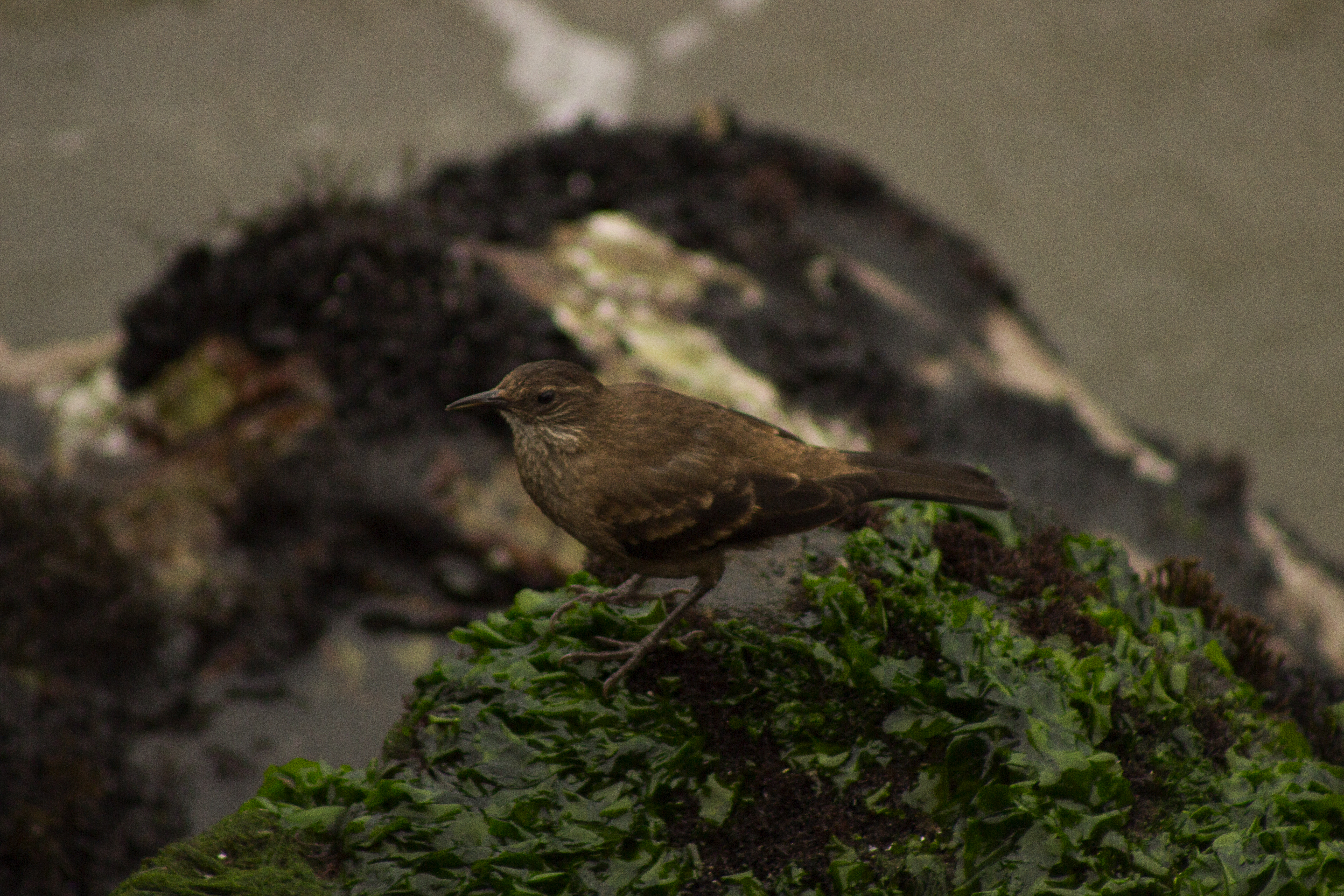
Un Cinclodes taczanowskii en el distrito de Chorrillos.
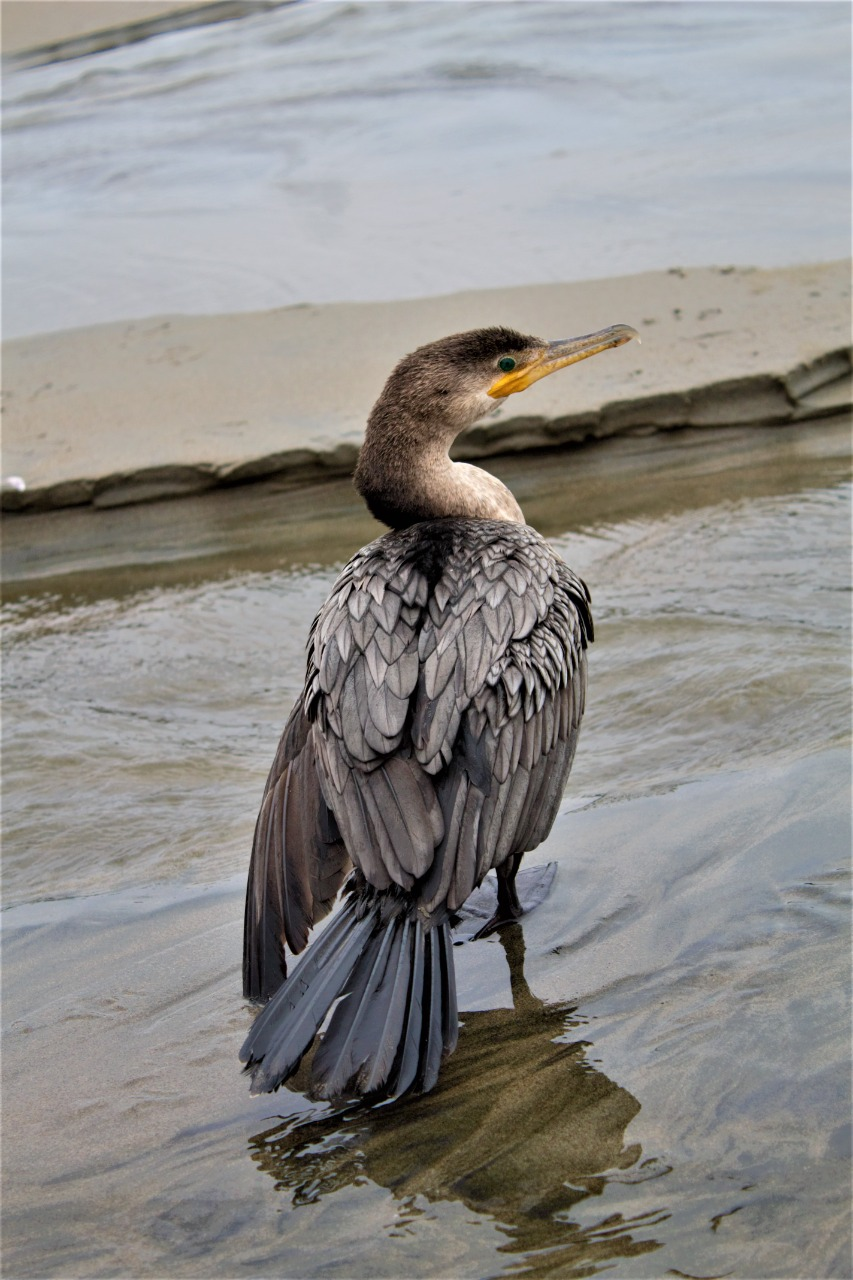
Un Cormorán en Agua Dulce
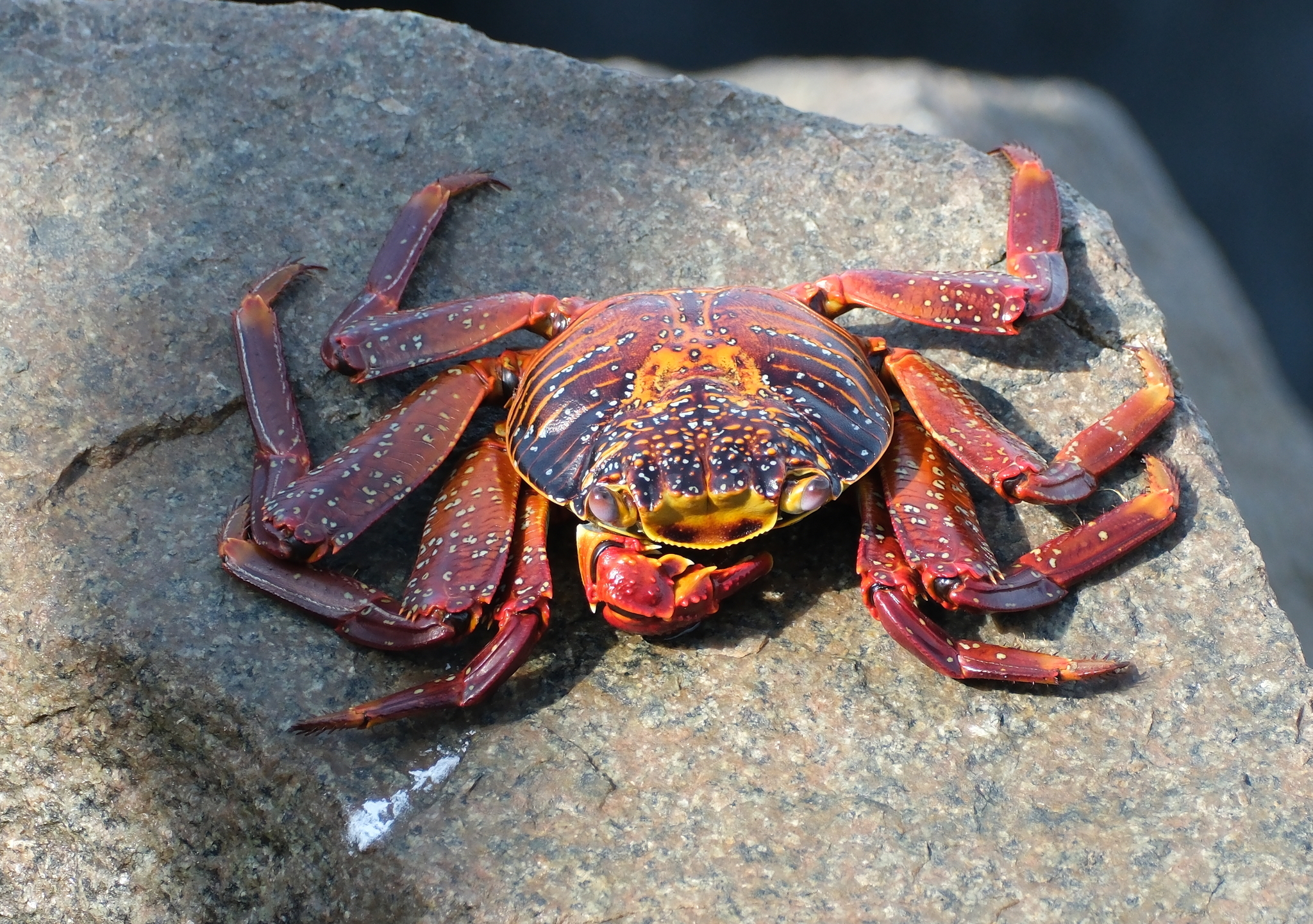
Crustáceo
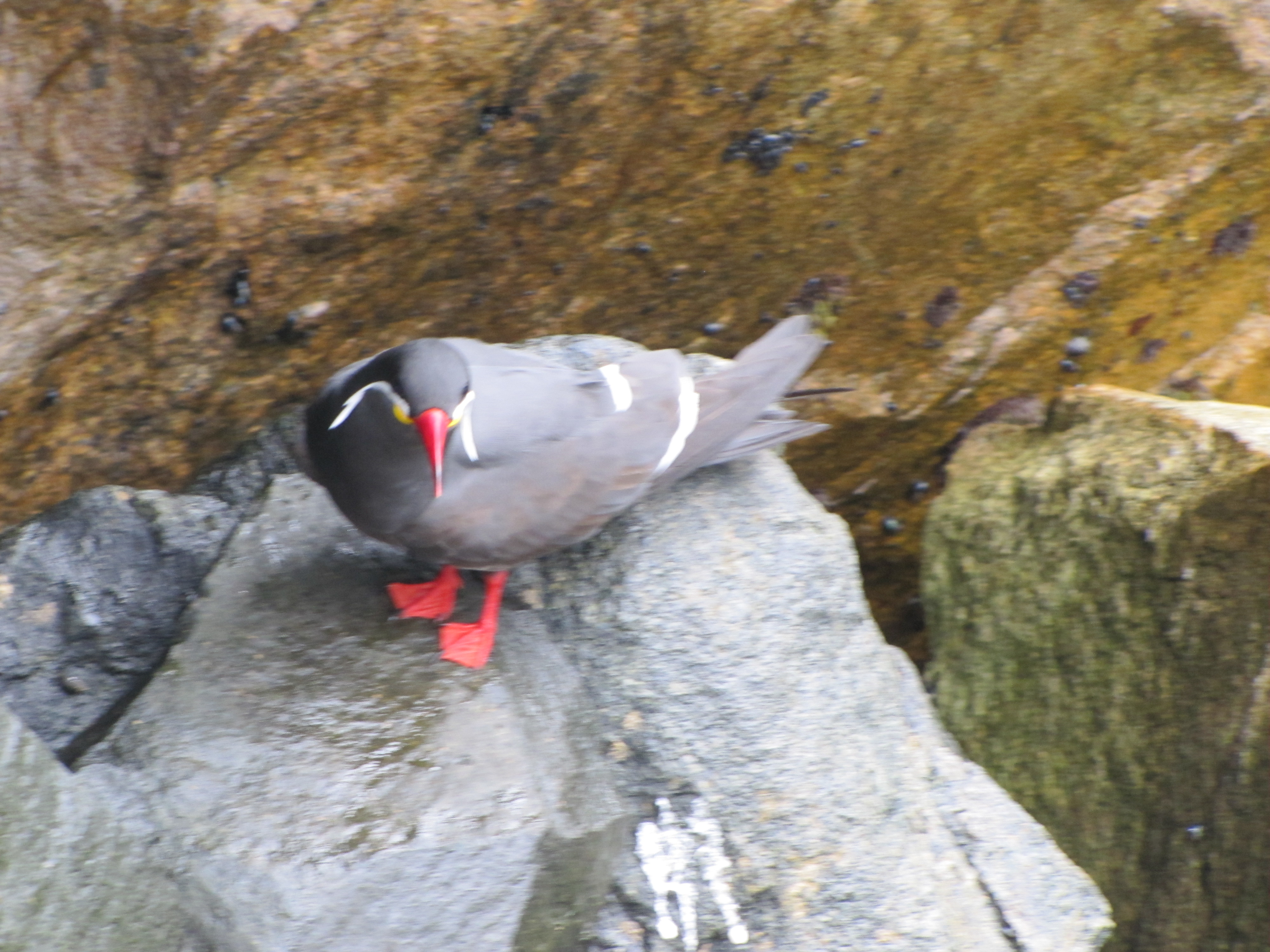
Charrán inca
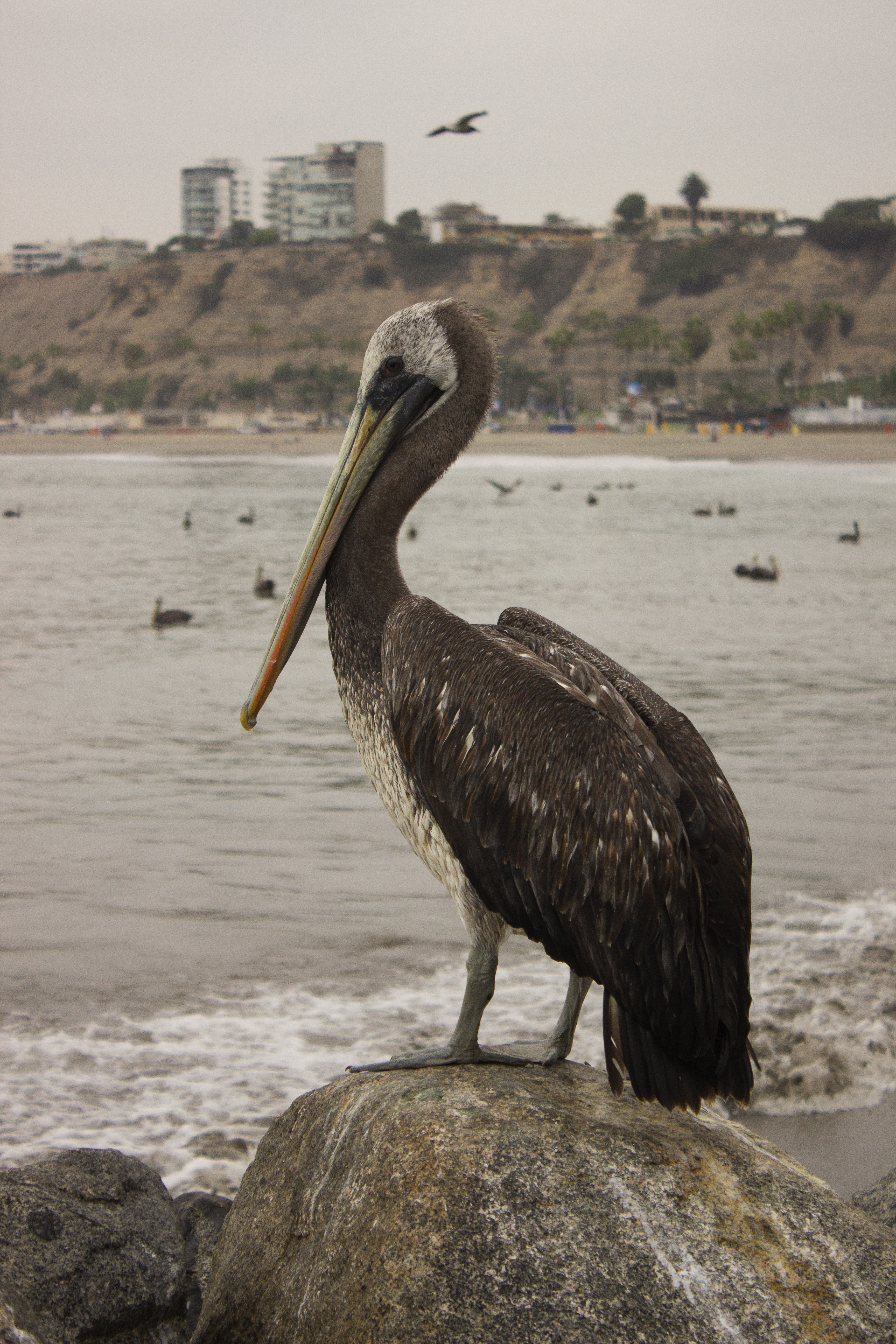
Pelícano
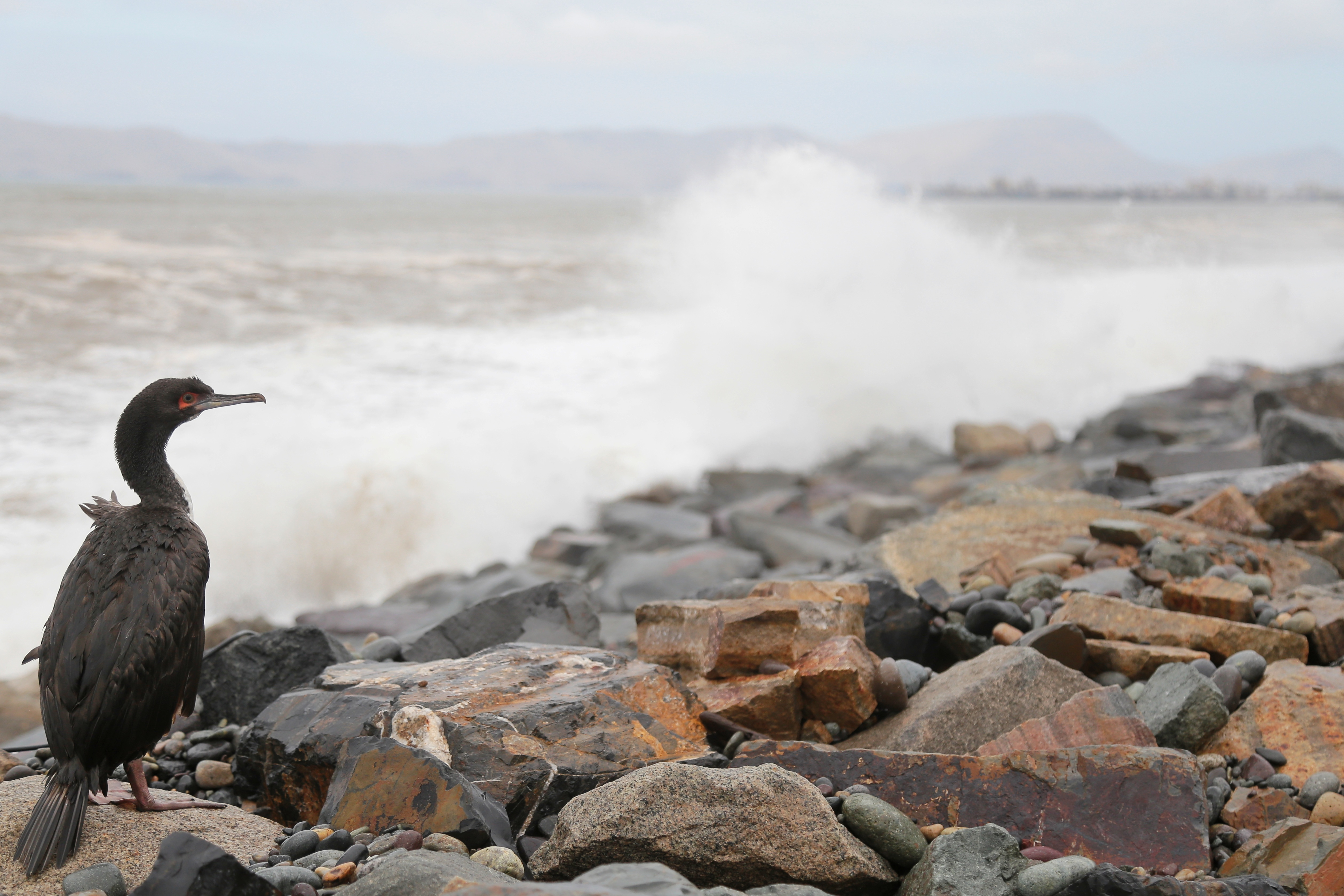

## Historia
El Morro Solar formaba parte de una triada de elevaciones de Lima que junto con el Cerro San Cristóbal y la isla San Lorenzo eran sitios consagrados desde épocas prehispánicas.

### Ocupación ichma: agricultura y pesca

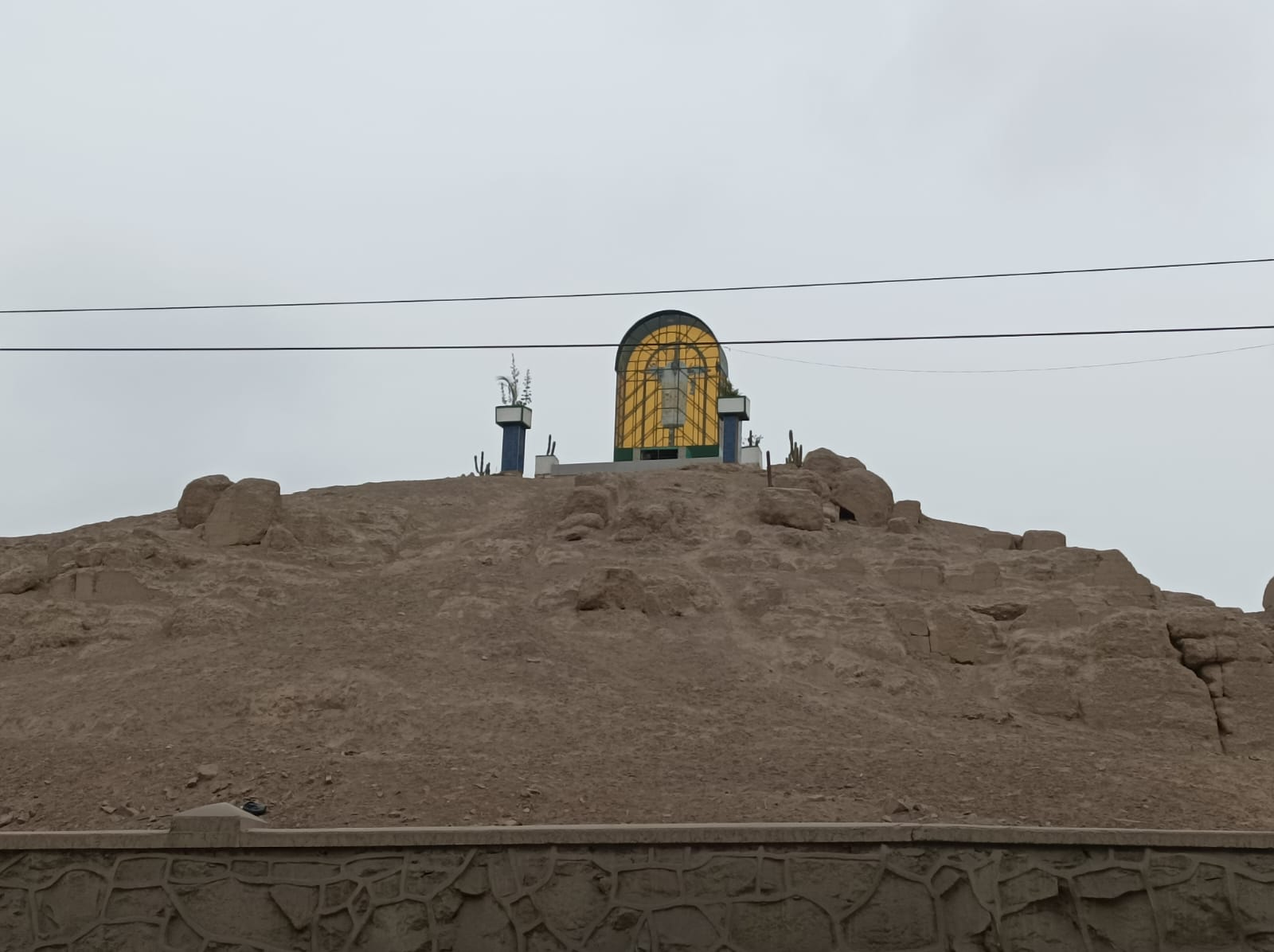
Huaca Armatambo perteneciente a la cultura Ichma, distrito de Chorrillos

El territorio fue ocupado por la cultura Ichma, que data del siglo XII al XV. La costa central, en el valle, era poblado por los señoríos Maranga y Sulco, dedicados a labores agrícolas y de pesca rudimentaria. La capital del señorío Surco fue Armatampu o Ichimatampu, ubicado en la ladera oriental del Morro Solar. Posteriormente, es ocupada por los incas. La arqueóloga Yanina Vargas señala que Armatambo tenía relación con el santuario de Pachacámac, unidos mediante caminos principales y secundarios. Armatambo cumplió un rol geopolítico importante, ya que era el puerto más cercano y que podía ser utilizado por grandes embarcaciones.
En febrero del año 2020 fue hallado en Chorrillos posiblemente un pescador, que al morir, fue envuelto con varios fardos con objetos ofrendas, incluyendo una valva de spondylus, vinculadas a la vida marítima.
En el valle, el río Huatica, un canal de regadío de origen prehispánico, era utilizado para fertilizar las tierras agrícolas regando los campos, el curso de agua desemboca actualmente en los acantilados de Marbella. Actualmente sus aguas son utilizadas para irrigar áreas verdes.

### Ocupación española

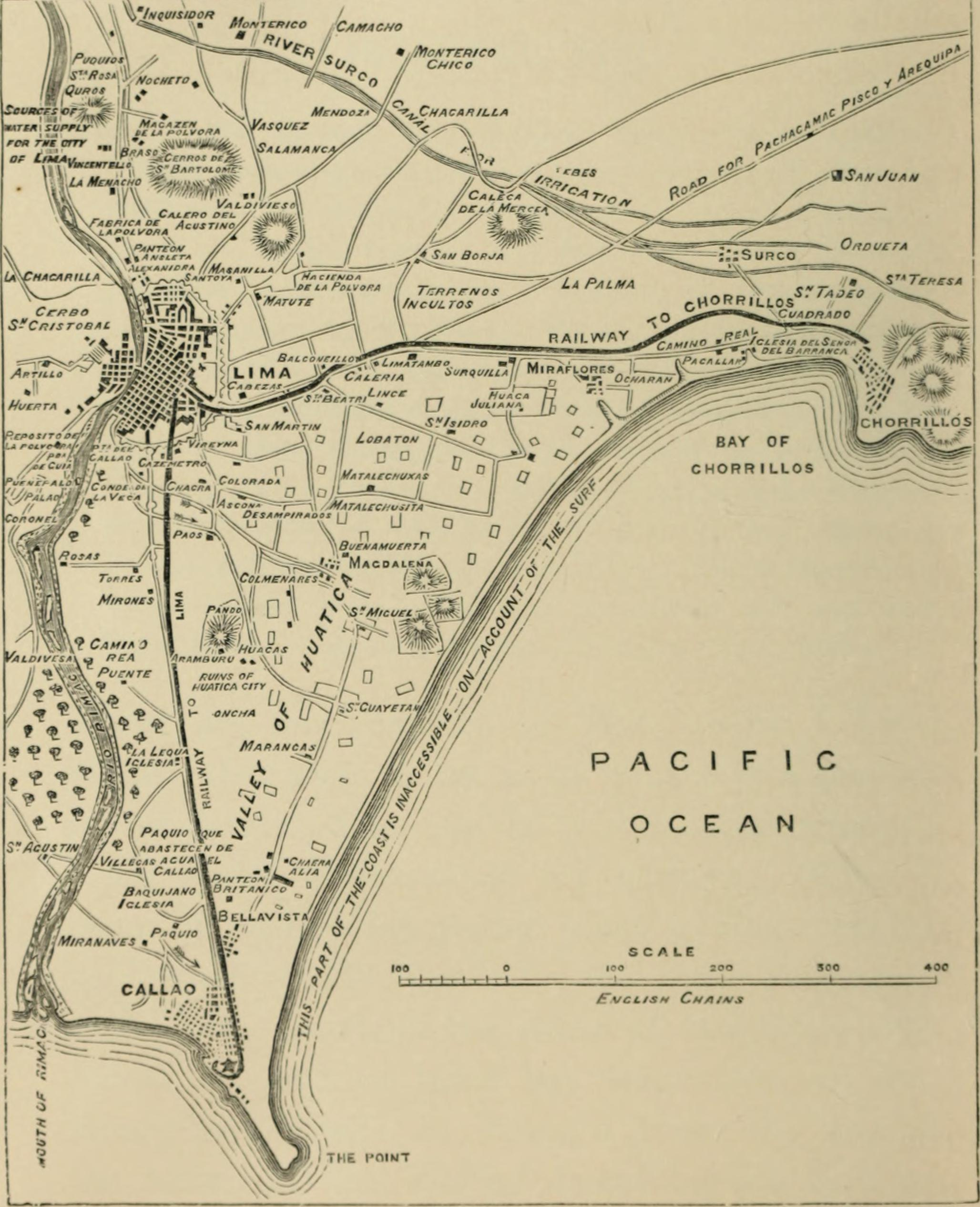
Mapa del valle de Huatica (1873).

Durante la colonia se crea las encomiendas, esta fue entregada a uno de los compañeros del conquistador Francisco Pizarro, llamado Antonio del Solar. El Morro Solar comenzó a llamarse en honor él.
El origen del nombre San Pedro de los Chorrillos se da por las filtraciones de agua dulce en los barrancos de la playa Agua Dulce y por los pueblos de pescadores. Fue poblándose por un grupo de pescadores proveniente desde Huacho y Surco por medio de la donación de tierras realizada por el Alférez Real Francisco Carrasco.
Mientras que, el origen de la localidad de Barranco se atribuye a un origen milagroso, a mediados del siglo XVIII un grupo de indios pescadores de Surco avizora la aparición luminosa en forma de cruz en los barrancos. Luego, un panadero apellidado Caicedo atribuye el milagro al señor del Barranco luego que su esposa saliera del estado de grave que se encontraba, en agradecimiento se edifica la primera capilla. Posteriormente, el entorno de la actual Ermita se forma la futura población barranquina.
En 1557 se creó la doctrina de Santa María Magdalena.

### SigloXIXyXX

#### SigloXIX: José Olaya y los inicios del fútbol peruano

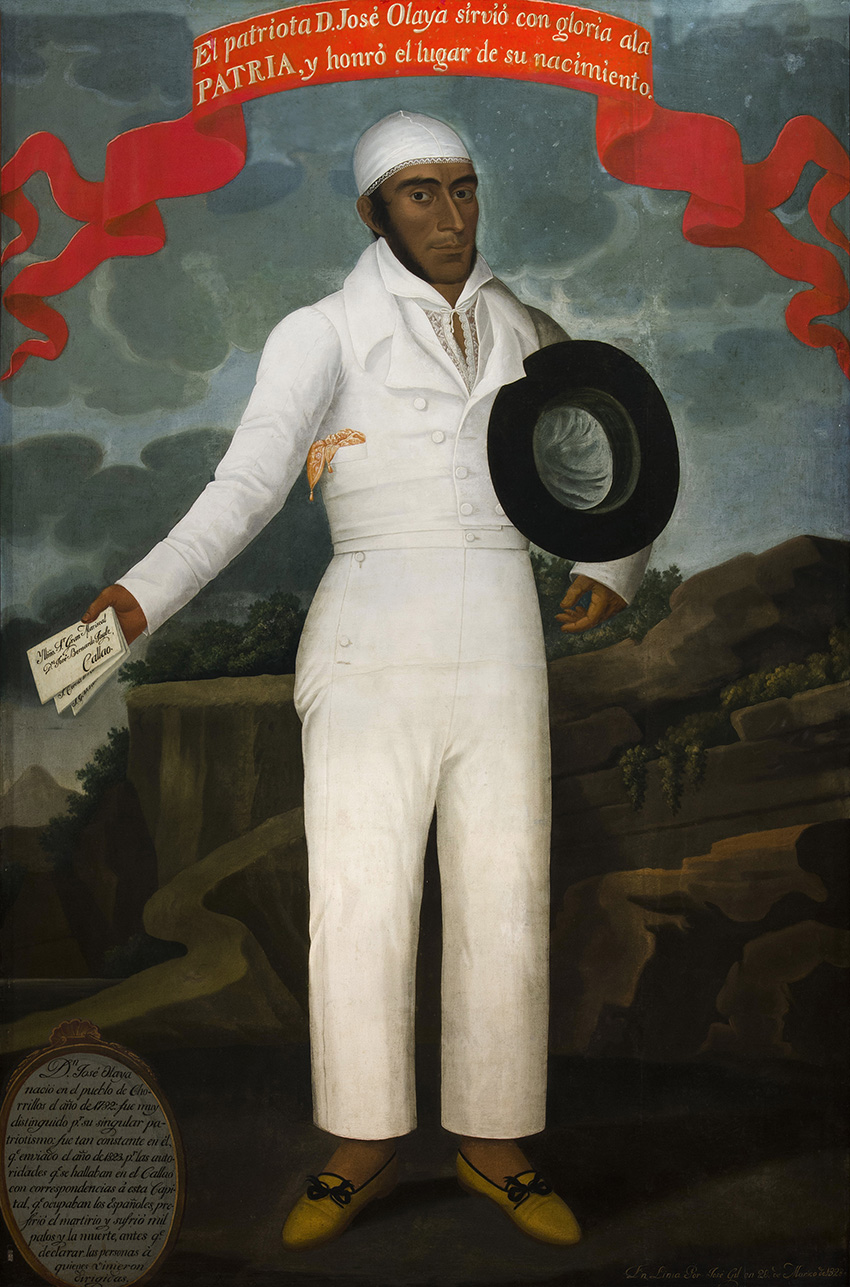
Retrato de José Olaya por el pintor José Gil de Castro

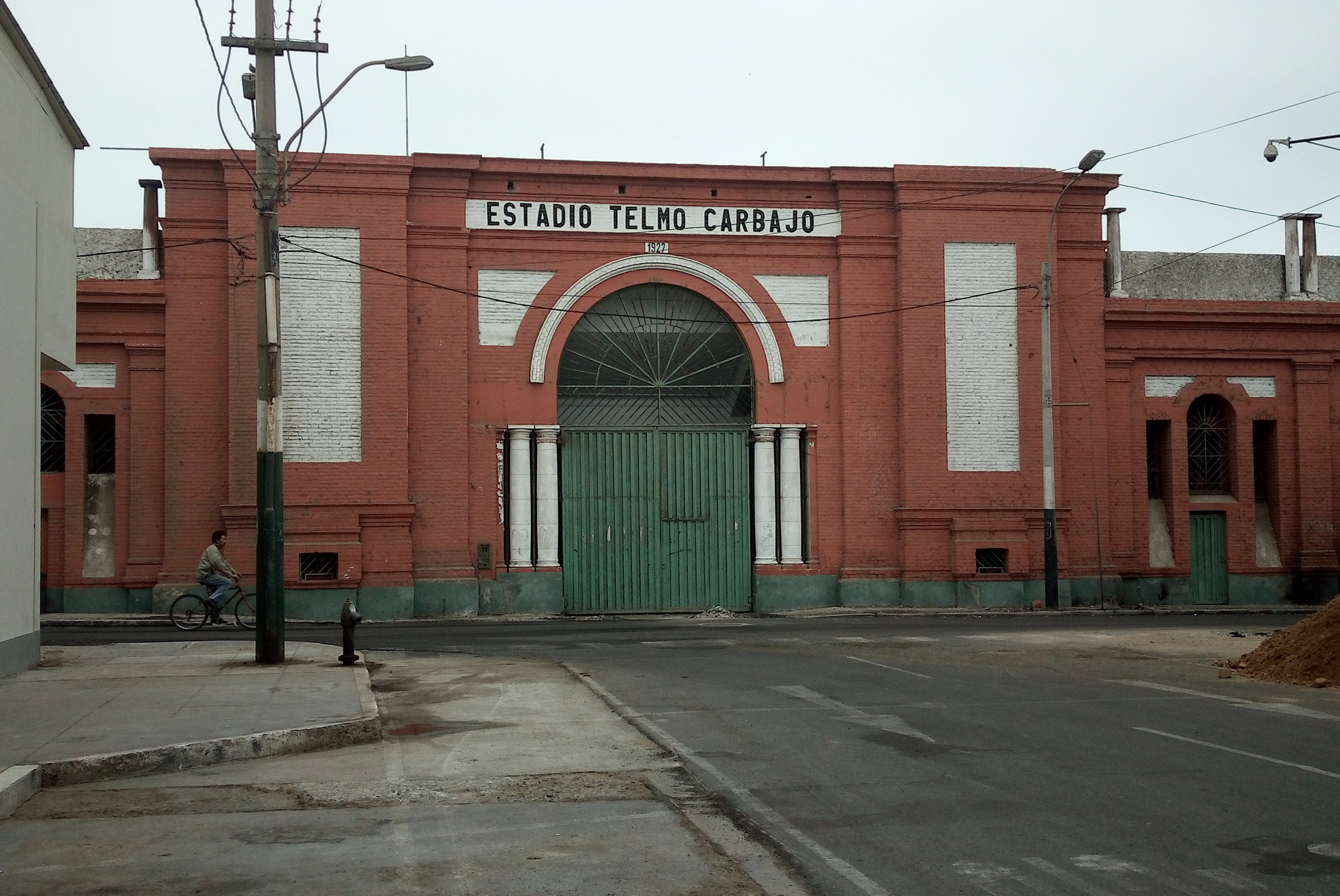
Estadio de fútbol Telmo Carbajo ubicado cerca de pampa de Mar Brava, lugar donde se practicaba fútbol ha inicios del siglo XIX

Durante el proceso de independencia del Perú, el pescador chorrillano José Olaya fue un emisario secreto que llevaba los mensajes a los patriotas. Es posible que Olaya nadara desde Chorrillos hasta el Callao. Luego, llegará caminando a Lima llevando pescados, escondiendo la información.
Mientras que en el Callao, los orígenes del fútbol en el Perú datan de la época de la independencia, en el cual marinos ingleses jugaban fútbol en las pampas chalacas del Mar Bravo, por lo que sería el primer campo deportivo en América y el Perú. Asimismo, el intercambio entre los puertos del Callao y Valparaíso era constante, "allí vieron por primera vez esa maravillosa jugada, del cuerpo contorsionado, a la que llamaban la chalaca", explica el periodista argentino Jorge Barraza, dio origen a denominación de esta práctica del fútbol fue denominado en varios diarios chilenos de 1900 como "la chalaca o la chorera".

#### XIX y XX: Construcción de las bajadas de baños, balnearios y su interconexión con Lima
Antiguamente los veraneantes limeños solo tenían los balnearios de Cantolao, en La Punta; Ancón y la playa Herradura en Chorrillos. Debido a esto los limeños se denominaban que "vivía de espaldas al mar" por la poca interacción que tenía con el litoral.
A mitad del siglo XIX se proyecta construir un ferrocarril que uniera el Callao con Lima. Con esta primera línea, se construye la segunda línea del ferrocarril Lima-Chorrillos; teniendo paradas en Limatambo, Miraflores y Barranco. En ese mismo siglo también se construye la Bajada Balta.
Desde la época de independencia, Chorrillos fue convirtiéndose de un puerto de pescadores a un balneario con la era del guano. El balneario fue concurrido por la élite capitalina que tuvo su “época de oro” hasta 1881.
Mientras que, el 1 de julio de 1872 se crea en orillas del “Mar Bella” un nuevo centro poblado sobre los terrenos de los fundos Orbea y Oyague. El poblado tenía como función de ser un balneario. Allí se construye los Baños de Dibós. Durante la guerra con Chile sus habitantes partieron a la capital volviendo a repoblarse en 1892. El presidente Nicolás de Piérola aprueba el proyecto de la avenida actualmente denominada Brasil.

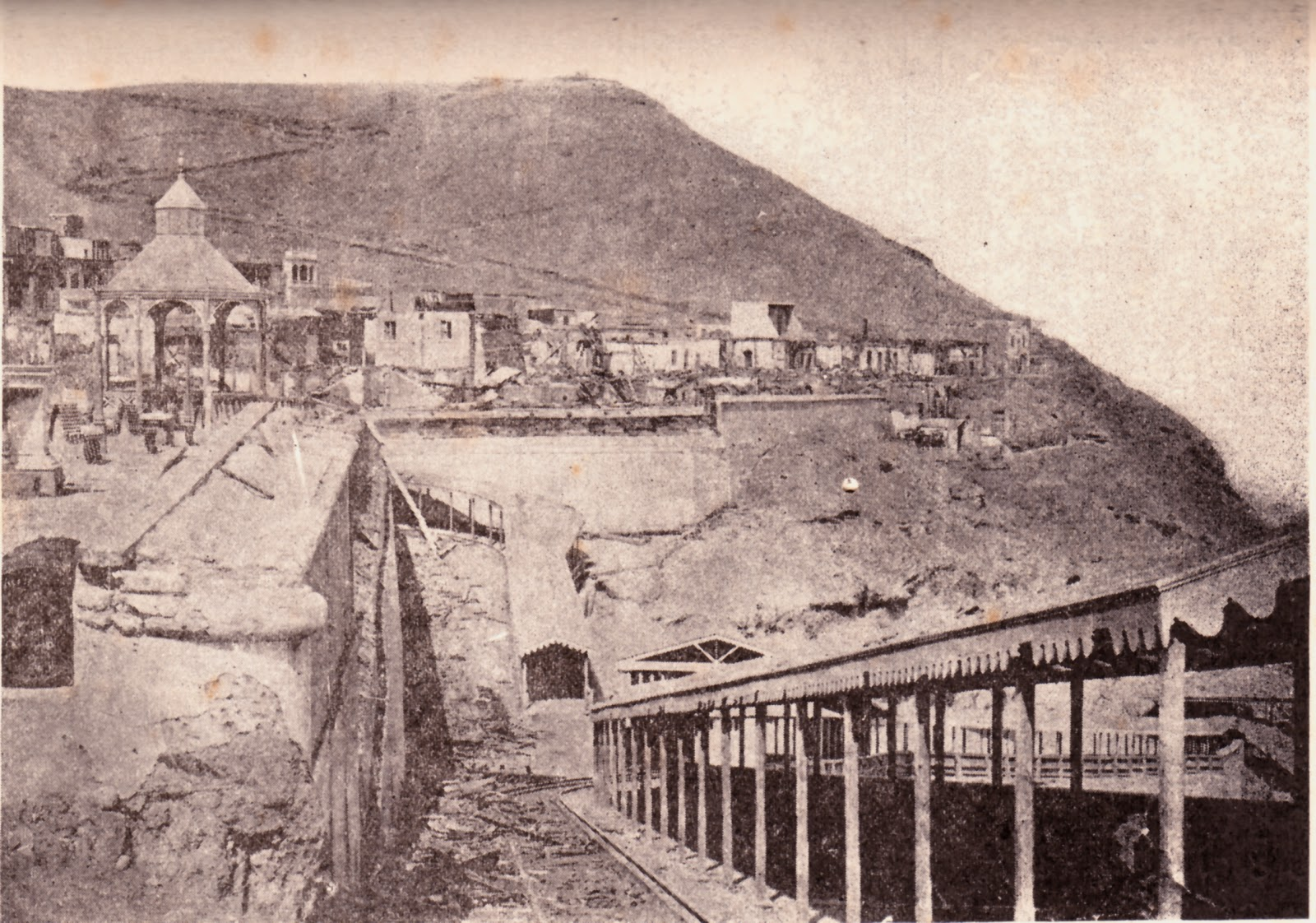
Bajada de Baños de Chorrillos luego de ser destruido por las tropas chilenas

Durante la Guerra del Pacífico, el 13 de enero de 1881 se libra la Batalla de San Juan, también llamada Campaña de Lima, que se desarrolló también en Villa, las pampas de San Juan y Santa Teresa, el cerro Marcavilca, el Morro Solar y Chorrillos; resultado victorioso el ejército chileno. La historiadora Deolinda Villa indica que alrededor de 6,000 bajas peruanas y número similar para el bando chileno. Posteriormente el Morro Solar se convirtió en lugar de peregrinación patriótica, arribaron deudos de los fallecidos, en el siglo XX se financia para construir una capilla dedicada a la Virgen. Ya para los años de 1920 los restos de combatientes son llevados a los osarios en Chorrillos y Miraflores, dejaron de llegar los deudos.
Luego de la batalla, hubo incendios y saqueos en Chorrillos y Barranco. El 14 de enero de 1881 el ejército chileno llega a Barranco destruyendo varios ranchos, la Ermita y el Puente de los Suspiros. Ante esta situación se efectúa el Armisticio de San Juan, sin embargo, se produjo la batalla de Miraflores poniendo fin la tercera campaña terrestre de la guerra e iniciando la ocupación de Lima.
Chorrillos, Barranco y Miraflores fueron declarados "Ciudad Heroica" por su labor durante la Guerra con Chile. Chorrillos fue reconstruida y se mantuvo como residencia veraniega de la élite hasta la destrucción con el terremoto de 1940.
Los baños de Chorrillos se caracterizaban por su "mansedumbre del mar y lo templado de sus aguas" así como su " fatigoso" acceso. En 1875 se funda, para la práctica del remo, el Club Regatas Lima. Debido a la afluencia de público se crea el Balneario de Chorrillos. Posteriormente se habilita la bajada de Baños de Barranco.
La Bajada de Barranco era frecuentado por los pescadores provenientes de Surco para acceder a las playas de Barranco. En Barranco, el 28 de julio de 1896 se inaugura el funicular, accediendo a los Baños de Barranco. En la década de 1910 se construye los Baños de Barranco. En los años de 1920, durante el gobierno de Leguía, se ponen de moda los Baños de Barranco. En década de 1930 se construyen varias residencias, cerca de los acantilados de Barranco, que fueron ocupadas por ciudadanos acaudalados. Ya para 1971, el alcalde Eduardo Dibós mandó la demolición de los Baños de Barranco para la construcción de la vía que permita el acceso vehicular, quedado el funicular en desuso.
A inicios del siglo XX transita el tranvía eléctrico que se expande con la construcción del puente Tanderini y el túnel de La Herradura. El servicio se detiene en 1965.
El gobierno de José Pardo tuvo alguna iniciativa sobre el área, pero no fue hasta el gobierno de Augusto Leguía en que se inició construir una vía para conectar La Punta con Chorrillos. Fue en esa época, con la llegada los primeros carros al Perú, en que se inaugura, el 28 de octubre de 1928, el primer tramo de la avenida Costanera bautizada como carretera Patria Nueva, que unía los distritos de Bellavista y San Miguel. La avenida terminaba en la avenida Brasil y constaba del malecón de vereda ancha.
En Magdalena se fundaron varias instalaciones el 9 de marzo de 1930 por su “bondadoso clima” como el conjunto hospital Víctor Larco Herrera, el Puericultorio Pérez Araníbar y las Escuelas Climáticas.
Por otro lado, en La Perla, existió una mansión desde 1932. El edificio de arquitectura europea y con vista al mar, fue edificada por la familia de Héctor Boza, que ocupó el cargo de ministro en el segundo gobierno de Óscar R. Benavides. El presidente Benavides tenía proyectado unir La Punta con el Morro Solar hacia la Panamericana. El edificio fue ofrecida al expresidente Óscar R. Benavides como casa de verano. Posteriormente, la casa pasó a Estado peruano luego de la muerte del expresidente. Actualmente el edificio se ubica cerca de un colegio y se encuentra en escombro quedando las barandas de concreto.
Entre 1934 y 1936 se construyó los Baños de Miraflores por el arquitecto Héctor Velarde, que se accedía con dificultad por la ausencia de escalones. Por la bajada Balta, sobre la antigua “Bajada de los Baños” se accedía caminado hacia el mar. Los Baños de Miraflores de arquitectura modernista de "estilo buque", fue construido sobre pilares de cemento armado entre la barranca y la playa. La edificación fue utilizada para uso recreativos y deportivos, contaba con cuartos para los bañistas, restaurante y bar. Finalmente, la edificación fue demolida.[¿cuándo?]

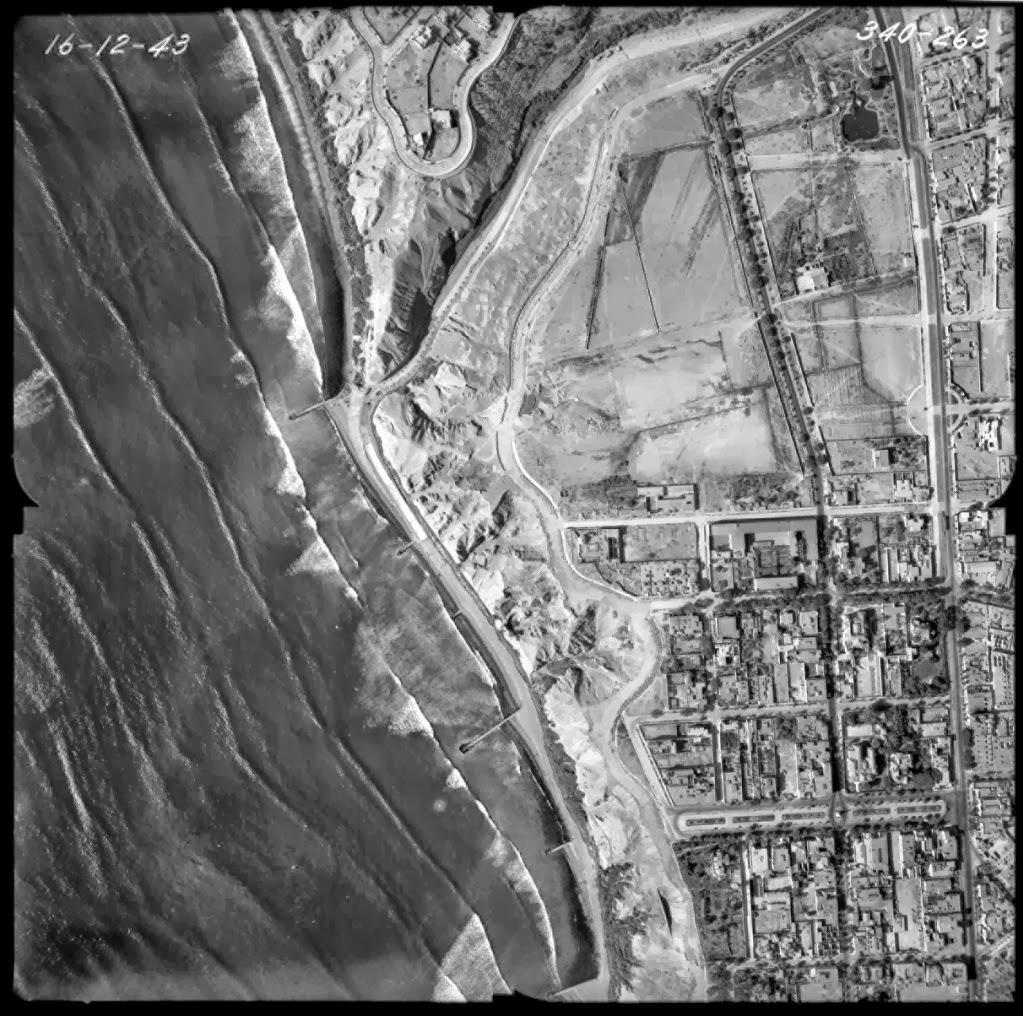
Distrito de Barranco en 1943.

Ya para la década de 1940 Magdalena se conectaba con tranvías con Lima y con buses con Miraflores y Callao. Para la década de 1940 y 1950 se reacondiciona los baños de Miraflores, Barranco y Chorrillos.

### Costa Verde: construcción del circuito de playas y expansión urbana de Lima

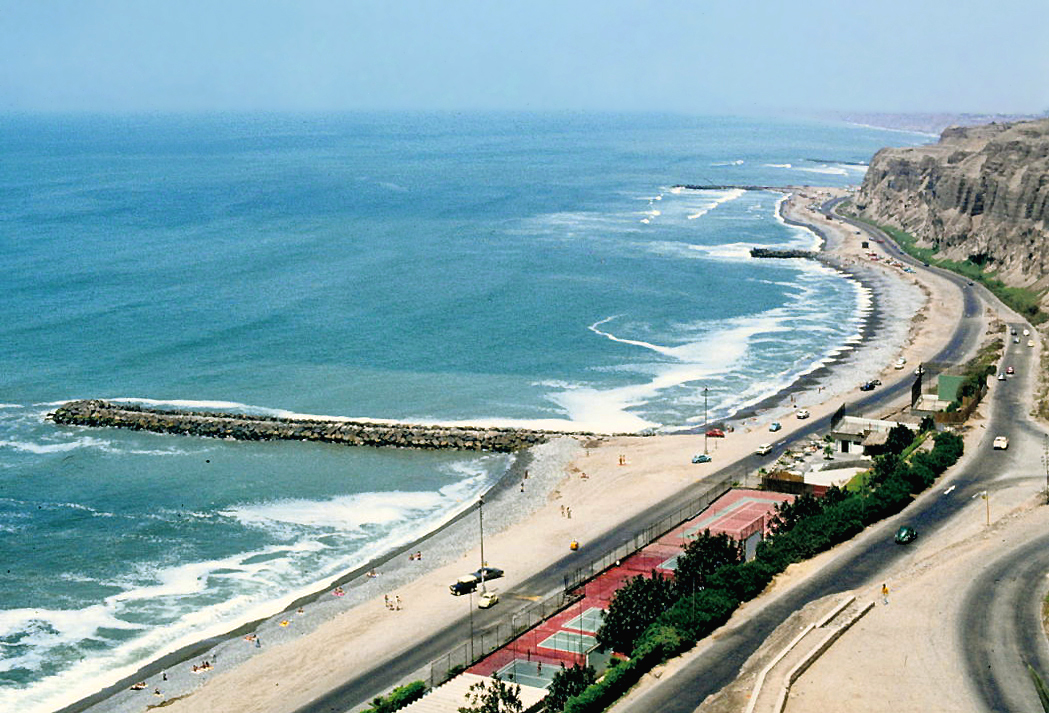
Circuito de playas de la Costa Verde

El proyecto se retoma, impulsado y creado por el arquitecto e ingeniero Ernesto Aramburú Menchaca, alcalde de Miraflores de 1970 hasta 1976, y en conjunto con Luis Bedoya Reyes, alcalde de Lima entre 1964 a 1969, la idea era construir playas, vías y bajadas, incluyendo la edificación de hoteles, que conecten Miraflores, Barranco, San Isidro, Magdalena, San Miguel y Chorrillos. El proyecto fue nombrado Costa Verde con la proyección de forestar los acantilados. Antes del proyecto, en la altura de La Perla durante el gobierno de Leguía, la familia Boza ya había intentado colocar diques de contención con el propósito de detener la bravura del mar, sin mucho éxito. En la década de 1960 se construye la vía del circuito de playas.
Con la mejora de la tecnología y mayores estudios, se inició la colocación de espigones que entraban en el mar, lo que contribuyó a moderar las olas y el ‘enarenamiento’ de la costa. Asimismo, con el desmonte de tierra que se extraían de las excavaciones de la Vía Expresa se acumulo en las orillas del acantilado a que se origen las playas Makaha, Redondo o La Pampilla, Las Sombrillas, Los Yuyos, Los Pavos, Barranquito o Las Cascadas, Agua Dulce, ubicadas entre los distritos de Chorrillos y Miraflores. Con estos avances se instalaron servicios y negocios como clubes náuticos, centros para hacer tabla, restaurantes y otros centros de esparcimiento.
En la década de los años 1950 se construyen varios edificios modernistas; entre 1950-1958, en Chorrillos se edifica los edificios, principal y coliseo, del Club Regatas Lima. En 1960, se edifica el edificio Las Gaviotas por el arquitecto Daniel Arana, cerca de la playa La Herradura, de estilo moderno para uso de vivienda. En el Callao, se construye la Escuela Naval del Perú en 1962 por los arquitectos Adolfo Córdova y Carlos Williams, ganador del Premio Tecnoquímica 1963. En Miraflores se edifica, en el parque Salazar, el auditorio Leonístico de Miraflores-Concha Acústica por Jorge de los Ríos, la edificación fue demolida.
En la década de 1970 se construye el malecón de Armendariz. Asimismo se implementaron accesos peatonales en Parque Salazar, Avenida Pardo y el Malecón Cisneros, así como los accesos vehiculares por la Diagonal de Miraflores y la Bajada de San Isidro.
En los años 1980 la municipalidad de Chorrillos realiza trabajos viales entre La Herradura y La Chira.

#### SigloXXI

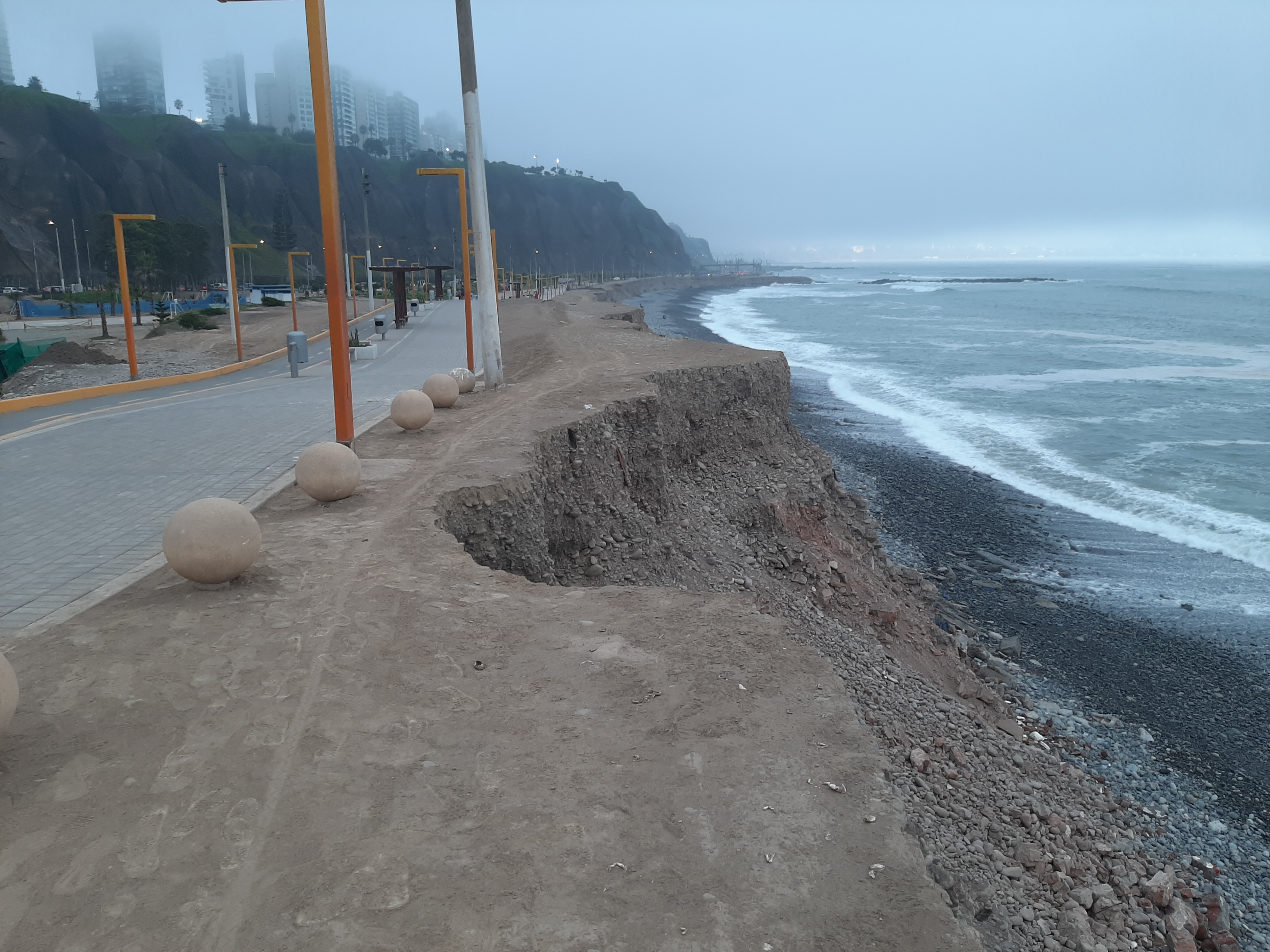
Malecón costero de la Costa Verde, distrito de Miraflores

En las primeras horas del año 2000, fallece a los 23 años, el futbolista aliancista Sandro Baylón, en un accidente automovilístico al estrellar su vehículo contra un poste mientras manejaba en la vía de acceso de la Costa Verde por la playa Marbella. Posteriormente, las autoridades tomaron mayores acciones de prevención luego varios accidentes de tránsito ocurridos en la Costa Verde, como la colocación de muelles y rejas con el fin de que los vehículos disminuyan la velocidad. Entre el 2002 y el 2003 la vía fue clausura por las obras en la bajada de Marbella ante los accidentes vehiculares.
Para inicios del siglo XXI se construye el malecón costero entre los distritos de San Miguel y Magdalena. También se construye un tramo de malecón entre Chorrillos y Magdalena. En los años 2020 se construye el tramo con el límite del Callao. Entre las décadas del 2000 y 2010, en el distrito de Barranco se construyeron varios edificios en su acantilado.

## En la cultura popular
La Costa Verde fue elegida, en el segundo lugar, con el 33% por los limeños como el lugar que mejor representa a Lima. Asimismo, el centro comercial Larcomar, con el 17%, y el Morro Solar con el 7%, también fueron elegidos, ambos lugares están ubicados en el ámbito de la Costa Verde. El 89% de los limeños señaló que visitó algunas de las playas de la Costa Verde. Actualmente recibe alrededor de 350 000 visitantes en la temporada de verano.

## En las artes
En el Malecón Cisneros se instaló la escultura El beso del artista plástico Víctor Delfín.

### Pancho Fierro
Con la técnica de acuarela pintada sobre papel en 1850, la obra de Francisco Fierro representa a una dama bañándose en Chorrillos, balneario al sur de Lima. Sus obras retratan las costumbre de la Lima antigua y representan de gran valor documental como testimonio de las tradiciones locales.

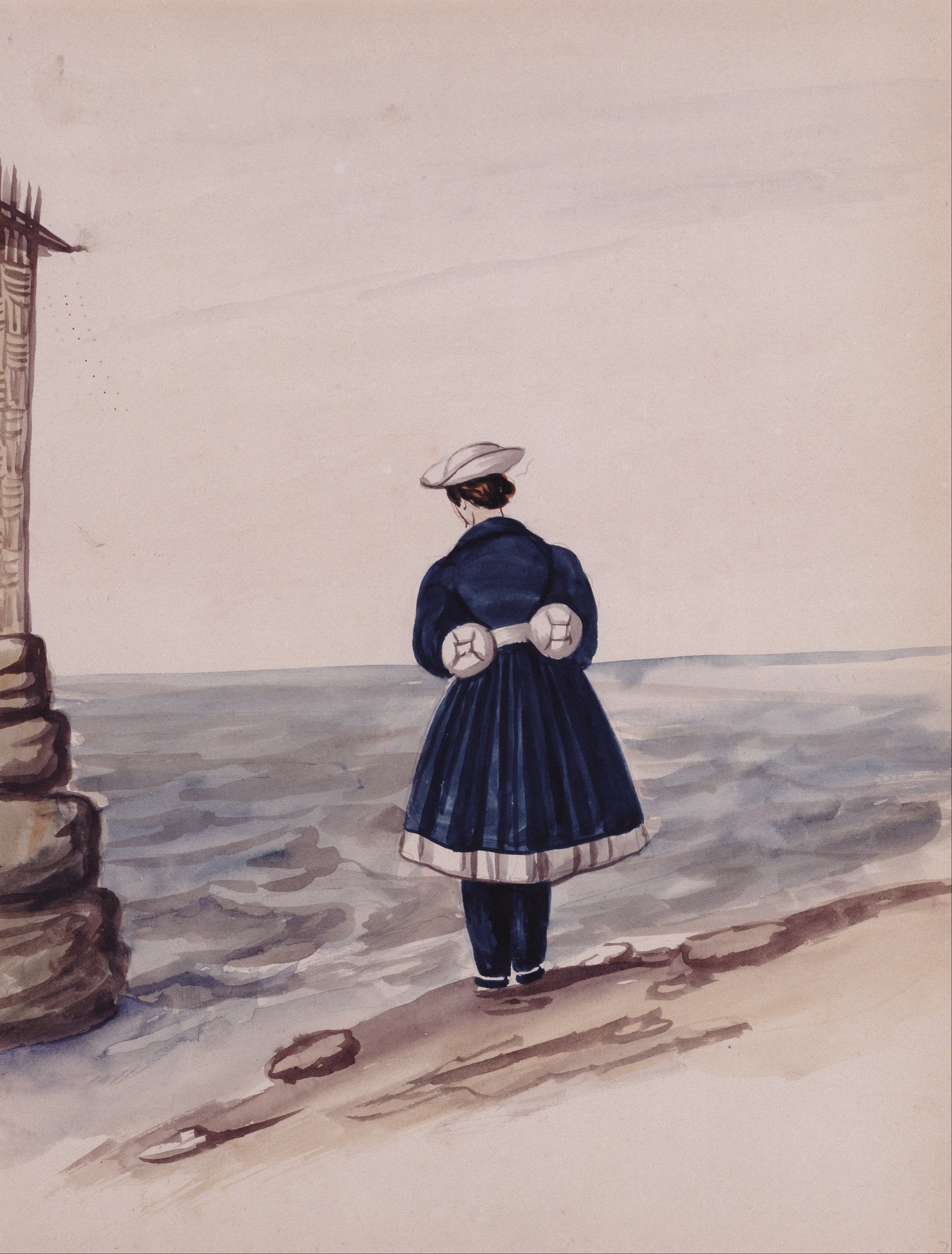
Señorita bañándose en Chorrillos de Francisco Fierro, 1850
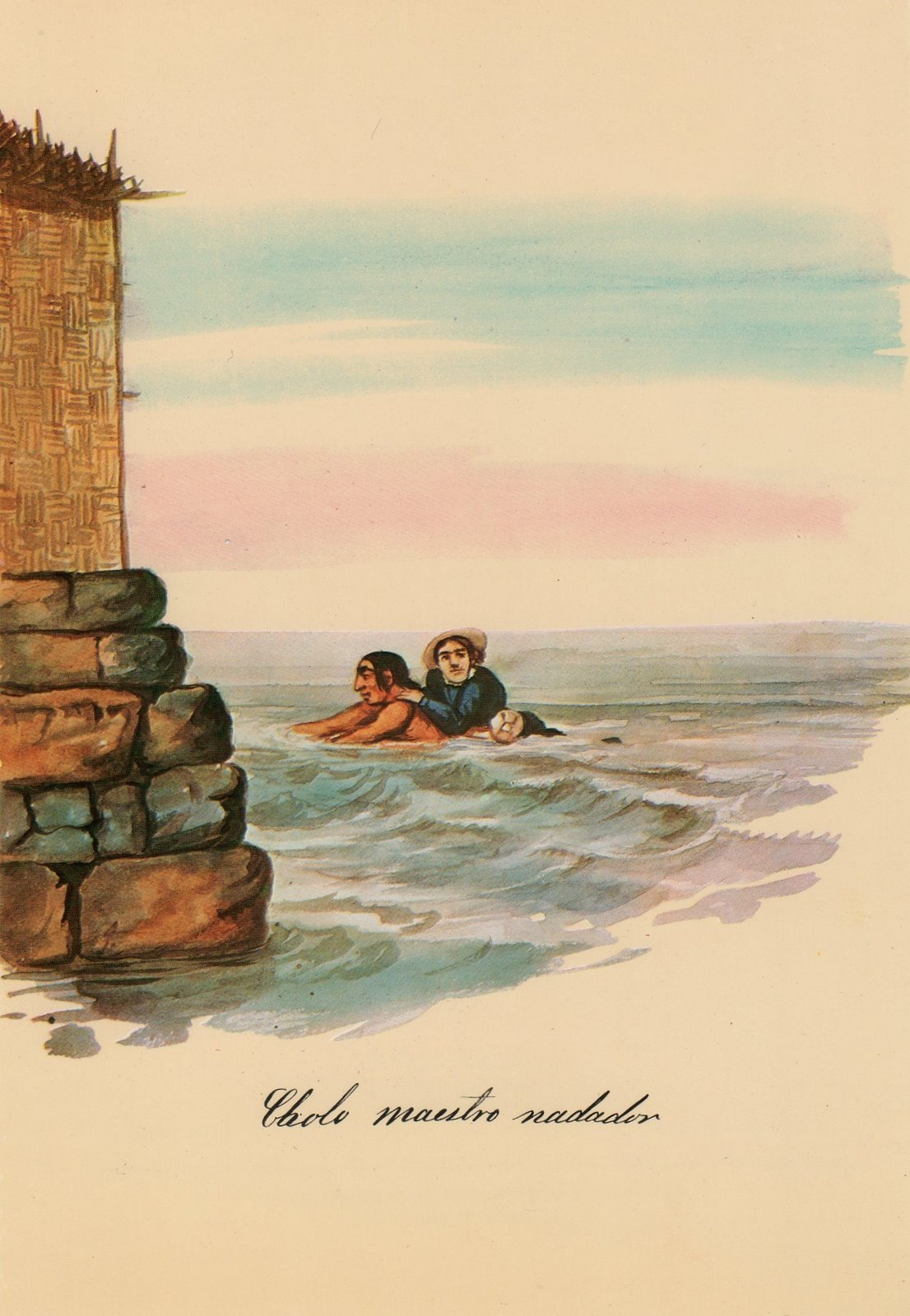
Cholo maestro nadador de Francisco Fierro
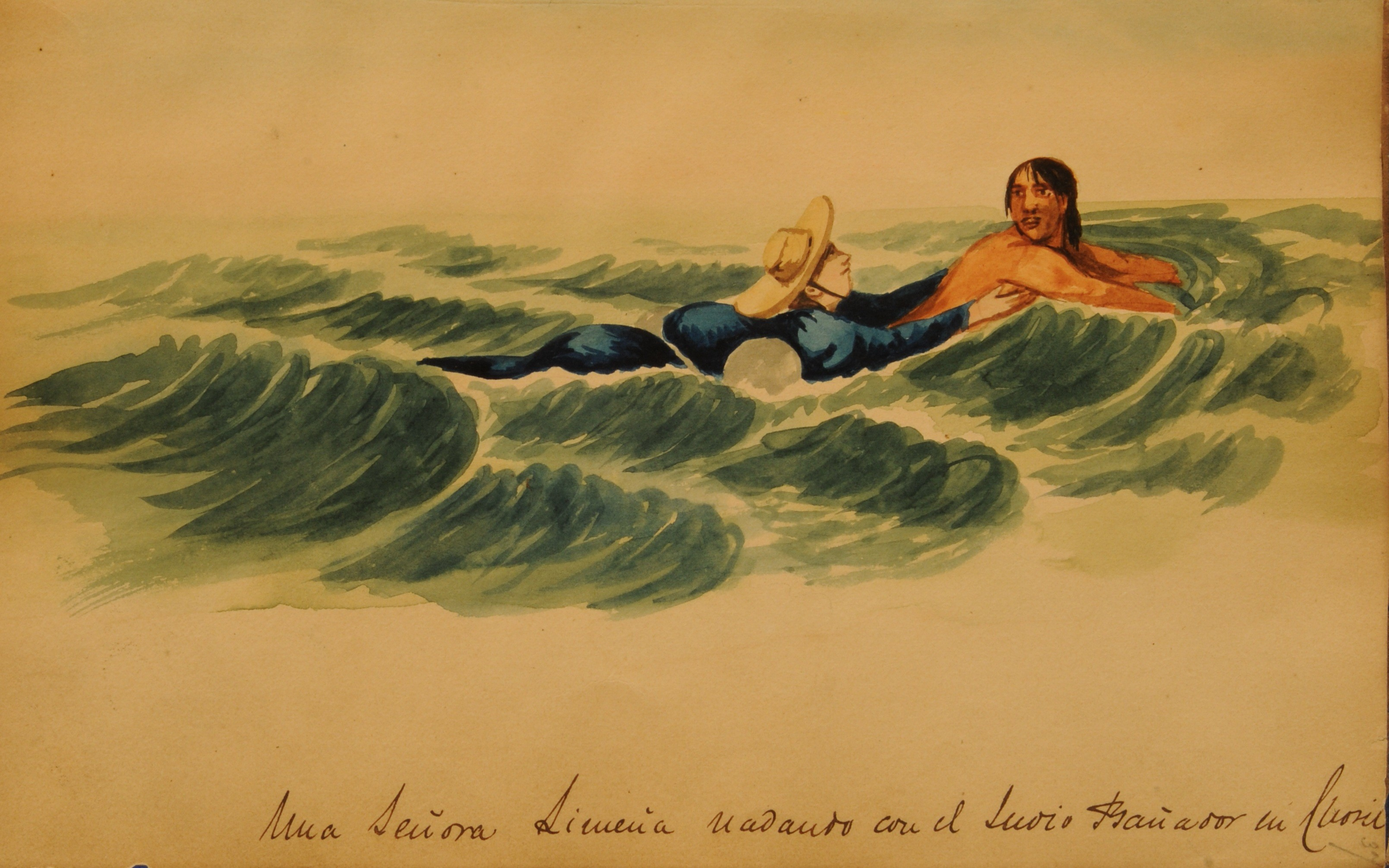
Una Señora limeña nadando con el indio bañador en Chorrillos de Francisco Fierro

### Mauricio Rugendas

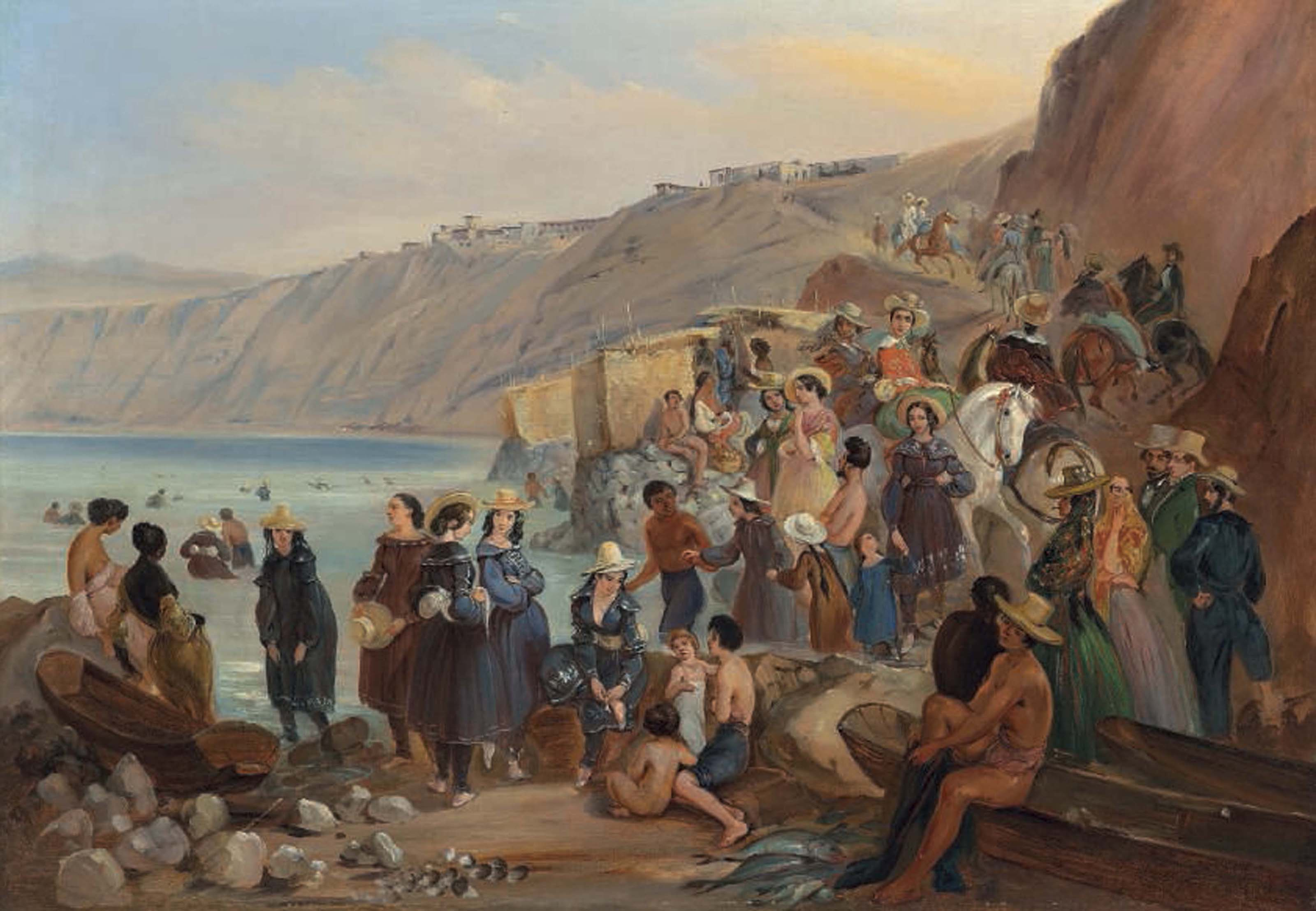
Óleo sobre lienzo Bañistas en la costa del Perú de Mauricio Rugendas, 1843

El pintor Johann Moritz Rugendas (1802-1858) retrató a la sociedad limeña bañándose en las costas de Miraflores o Chorrillos, fue realizado con la técnica en óleo sobre lienzo, la pintura data de 1843.

### Mario Vargas Llosa

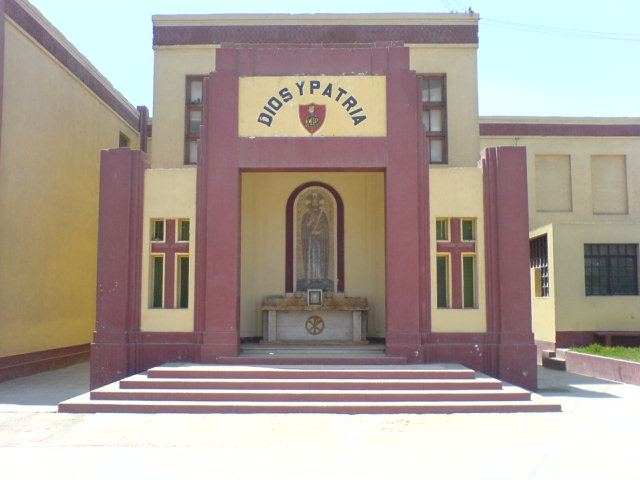
La ciudad y los perros está ambienta en el Colegio Militar Leoncio Prado.

En la obra literaria de Mario Vargas Llosa hace referencia a varios lugares ubicadas cerca de la Costa Verde. En Miraflores, destaca el barrio Ferré, y Barranco, residencia de varios escritores y artistas peruanos. En la "Historia de Mayta" narra que "correr en las mañanas por el Malecón de Barranco, cuando la humedad de la noche todavía impregna el aire y tiene a las veredas resbaladizas y brillosas, es una buena manera de comenzar el día". En el Colegio Militar Leoncio Prado es ambientada en La ciudad y los perros. En una columna publicada en el diario español El País le dedica al Parque Salazar.

## Regulación
Están a cargo de la Costa Verde la Autoridad del Proyecto Costa Verde (APCV), la Municipalidad Metropolitana de Lima, la Municipalidad del Callao, el Gobierno Regional del Callao y los municipios distritales ribereños de La Punta, La Perla, San Miguel, Magdalena del Mar, San Isidro, Miraflores, Barranco y Chorrillos. La Marina de Guerra del Perú esta encargada de las autorizaciones en área acuática. Los municipios distritales están encargada del cumplimiento de las normas de edificación, funcionamiento y ordenanza especificas. El Ministerio de Salud (Minsa) está encargado de realizar la vigilancia sanitaria de playas. Las actividades pesqueras y acuícolas están a cargo del Ministerio de la Producción.

### Autoridad del Proyecto Costa Verde
La Autoridad del Proyecto Costa Verde (APCV) es el organismo encargado de la promoción, ordenamiento y supervisión del desarrollo integral y sostenido del litoral limeño. Está integrado por los alcaldes limeños de los distritos ribereños y un representante de la Municipalidad Metropolitana de Lima, quien la preside. La gestión de las obras están a cargo de cada distrito dentro del tramo que le corresponde.

## Protección
La Costa Verde colinda con varios monumentos y ambientes naturales protegidos. Fueron declarados Zonas Monumentales, parte del Patrimonio Cultural de la Nación, los barrios de La Punta así como al Centro Histórico del Callao ampliándose al barrio de Chucuito. En Lima, tienen condición de Zonas Monumentales en Barranco y Chorrillos.
El Morro Solar de Chorrillos es protegido con la declaración de Patrimonio Cultural de la Nación por su valor histórico y arqueológico.
El humedal de La Arenilla cuenta con protección municipal mediante ordenanza, en el distrito de La Punta. En el 2016 se dispuso la creación del área de protección de la rompiente denominada "rompiente de Miraflores", con misma condición cuenta con protección legal la rompiente de "La Herradura".
Frente a las costas de la Costa Verde se encuentra las islas del Callao, allí se encuentra las Islas Cavinzas e Islotes Palomino perteneciente al área natural protegida de la reserva nacional Sistema de Islas, Islotes y Puntas Guaneras.

## Riesgos
En agosto de 2019 se registró el deslizamiento de tierra y piedras en el acantilado del distrito de Magdalena quedando bloqueado un tramo de la vía de tránsito vehicular.

### Tsunami

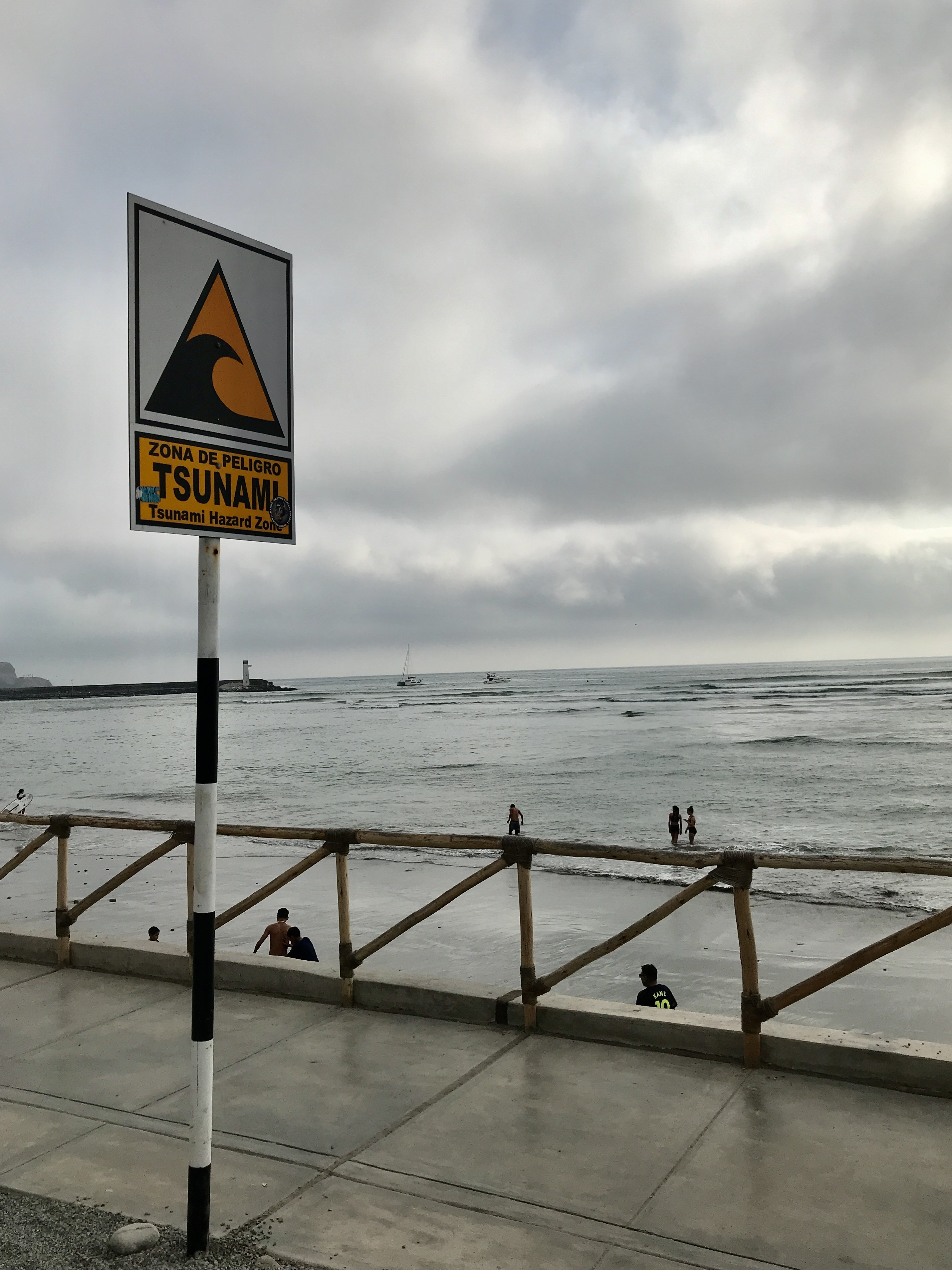
Señal de peligro de tsunami, distrito de Barranco

Los efectos que tendría un tsunami en la Costa Verde, indicado que si no han sido bien diseñadas las construcciones ubicada cerca del nivel del mar van a desaparecer por el barrido por la ola. Asimismo informa que se ha implementado de medidas de seguridad como una serie de avisos de rutas de evacuación. Entre las medidas y acciones que deben tener la gente que acuda a la Costa Verde es retirarse de la costa, ya que el tiempo que separa entre un sismo y el tsunami varía entre 15 y 20 minutos. Considera que los tsunamis como los alcanzados en 1746 con alturas de 7 metros, no serían un problema de sobrepasar los acantilados esto debido a la altura de los acantilados de Costa Verde tiene entre 40 y 45 metros de altura. Asimismo señala que la zona de relleno ubicados en los distritos de Barranco y Chorrillos, lugares donde los sismos anteriores han ocasionado algunas fallas, podrían afectar a los edificios.

## Contaminación
En el 2008 se cerró el Colector Costanero que vertía el desagüe de los 24 distritos de la ciudad por más de sesenta años.

## Infraestructura
- Puente Villena (Miraflores)
- Lugar de la Memoria (Miraflores)
- Larcomar (Miraflores)
- Muelle de Pescadores (Chorrillos)
- Terminal Pesquero de Chorrillos (Chorrillos)
- Club Regatas Lima (Chorrillos)
- Arena 1 (San Miguel)
- Parque Costa Verde-San Miguel (San Miguel)
- Club Waikiki (Miraflores)
- Unidad de Servicios Especiales de Salvataje de la Policía Nacional del Perú (Barranco)
- Lima Marina Club (Barranco)
- Rosa Náutica (Miraflores)
- Helipuerto Rodolfo León Gavilán (Miraflores): está ubicada en la playa Tres Picos, Miraflores. Fue inaugurada el 31 de julio de 2019 y tiene 8 metros de diámetro, 12 centímetros de espesor y un cerco de 1.20 metros de alto.[65]
- Corredor Turístico Miraflores-Barranco (Miraflores y Barranco): será un puente peatonal que cruzará la quebrada de Armendáriz y unirá a los distritos de Miraflores y Barranco.[66] Se informó que el 24 de junio de 2024 se inició la habilitación de los accesos y la excavación de cimientos para el puente.[67]  Desde el 4 de octubre de 2024 esta programada los cierres parciales en la bajada de Armendáriz debido a la instalación del puente tubular.[68] En diciembre de 2024 se paralizó la construcción del puente.[69]
- Puente de la Amistad (Miraflores y San Isidro)

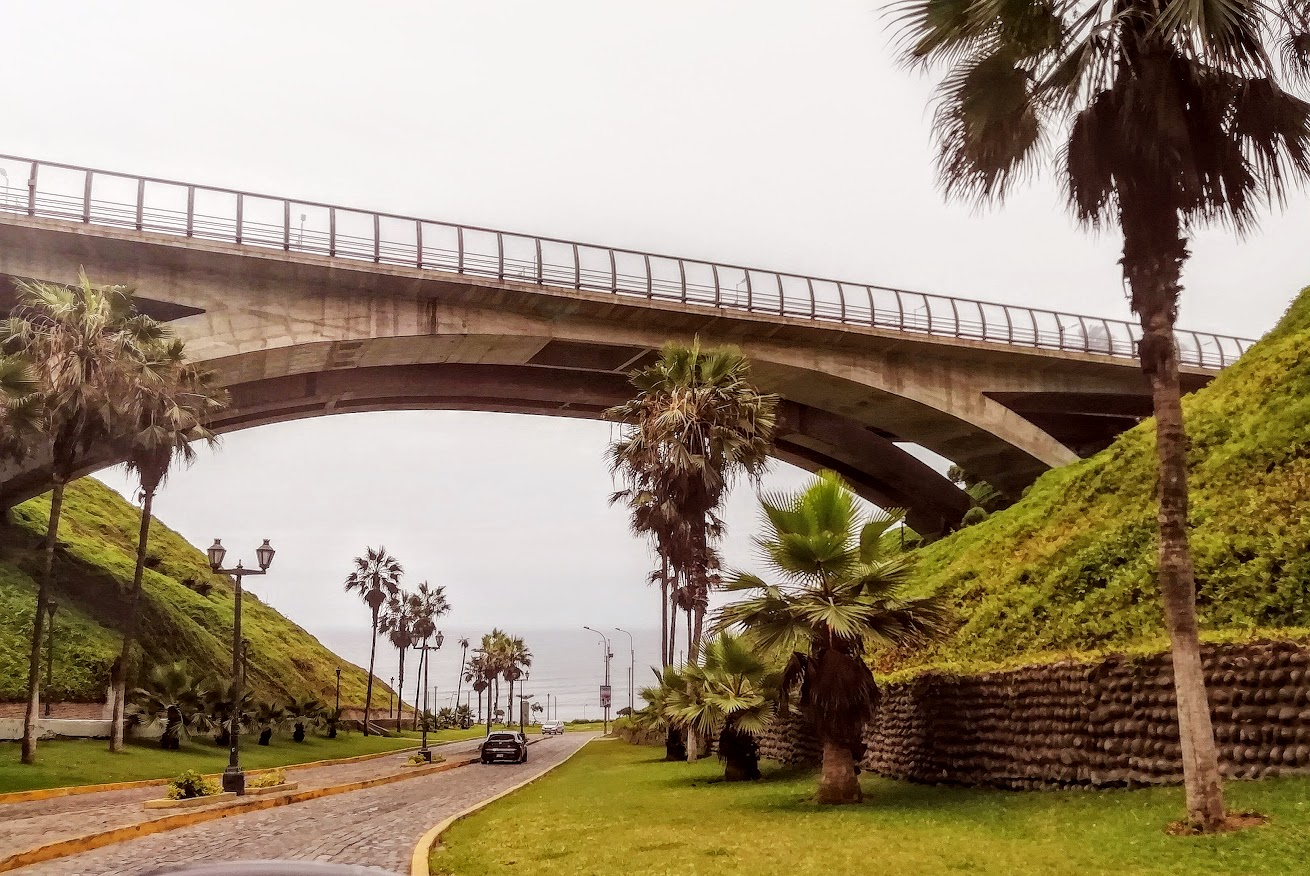
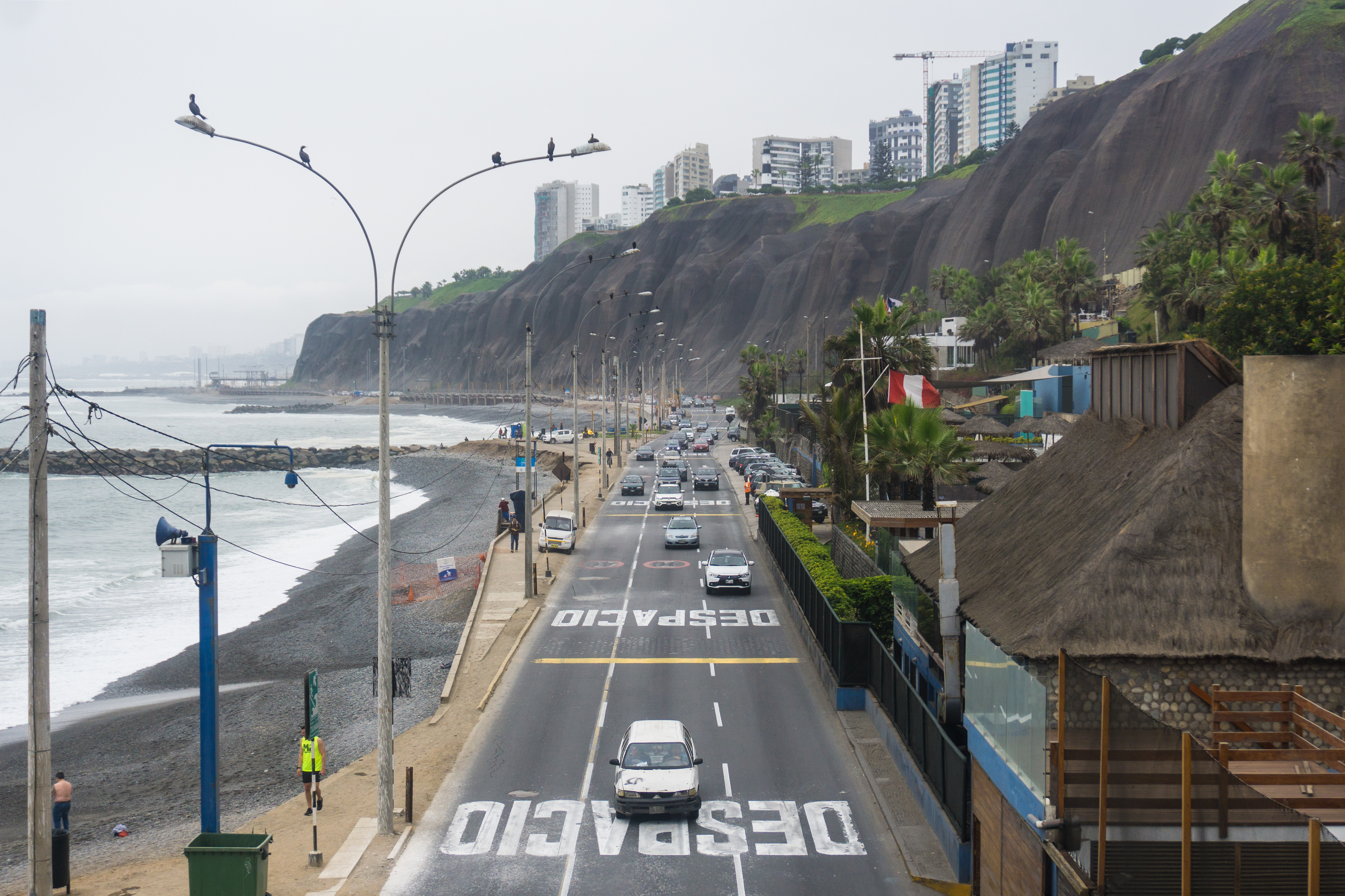
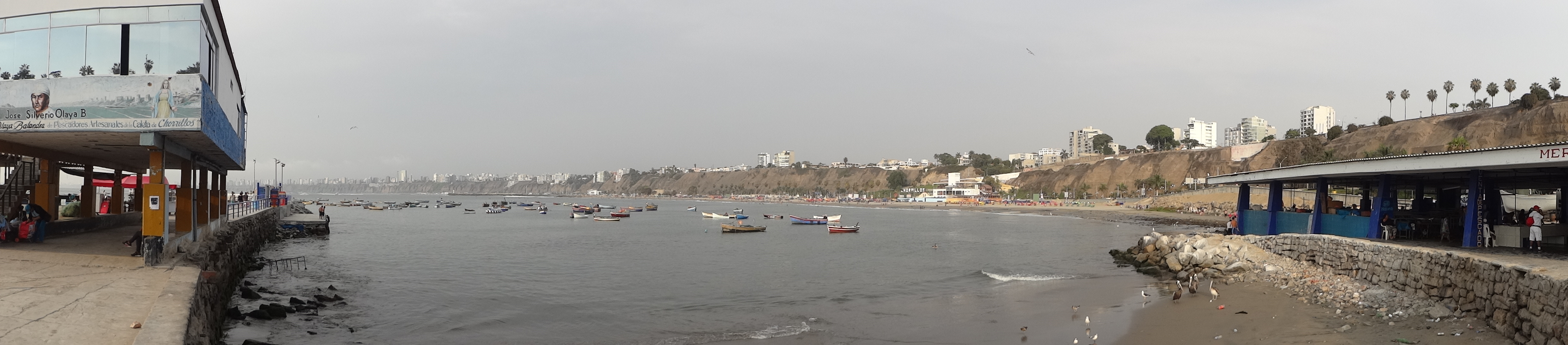
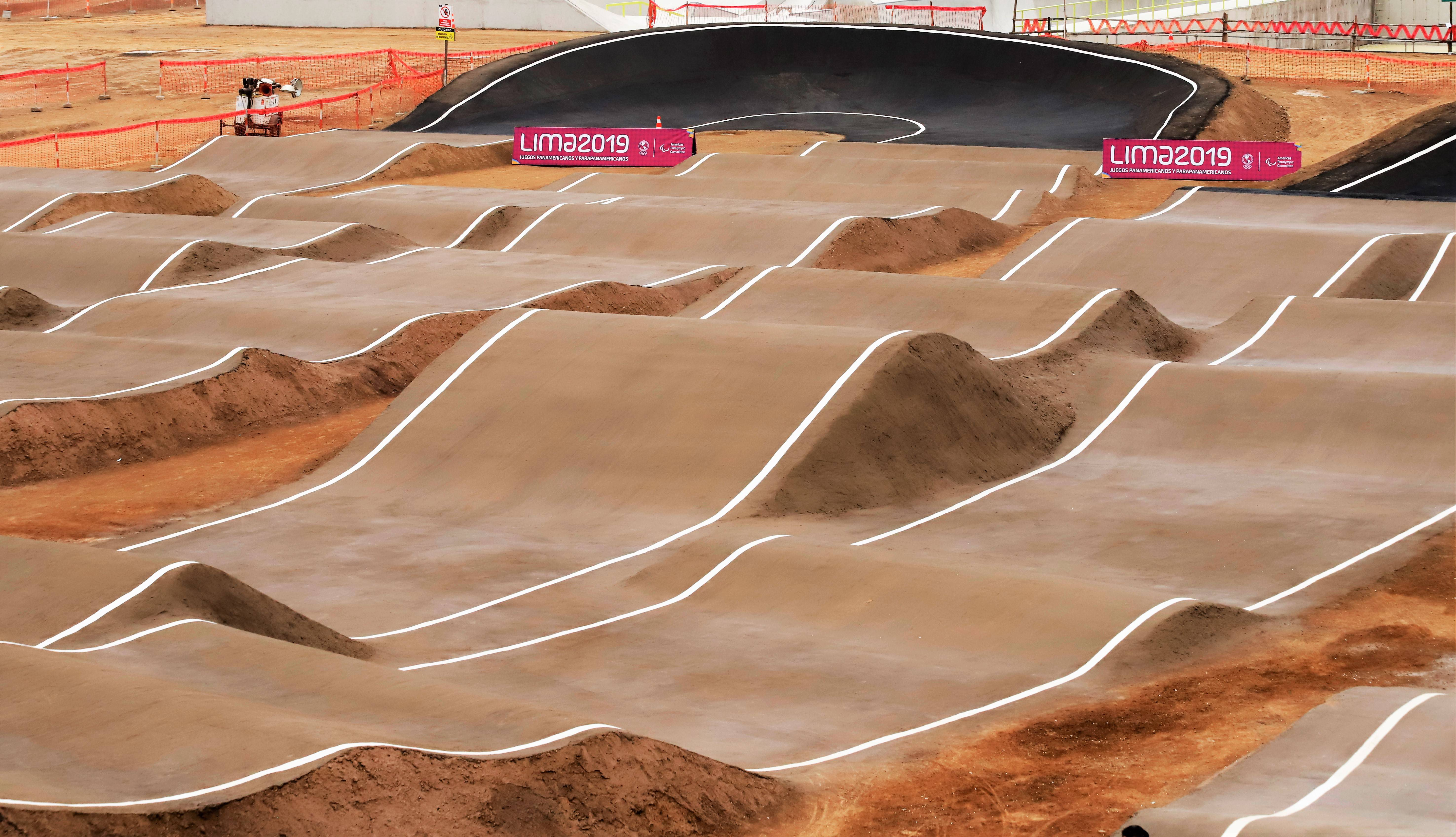
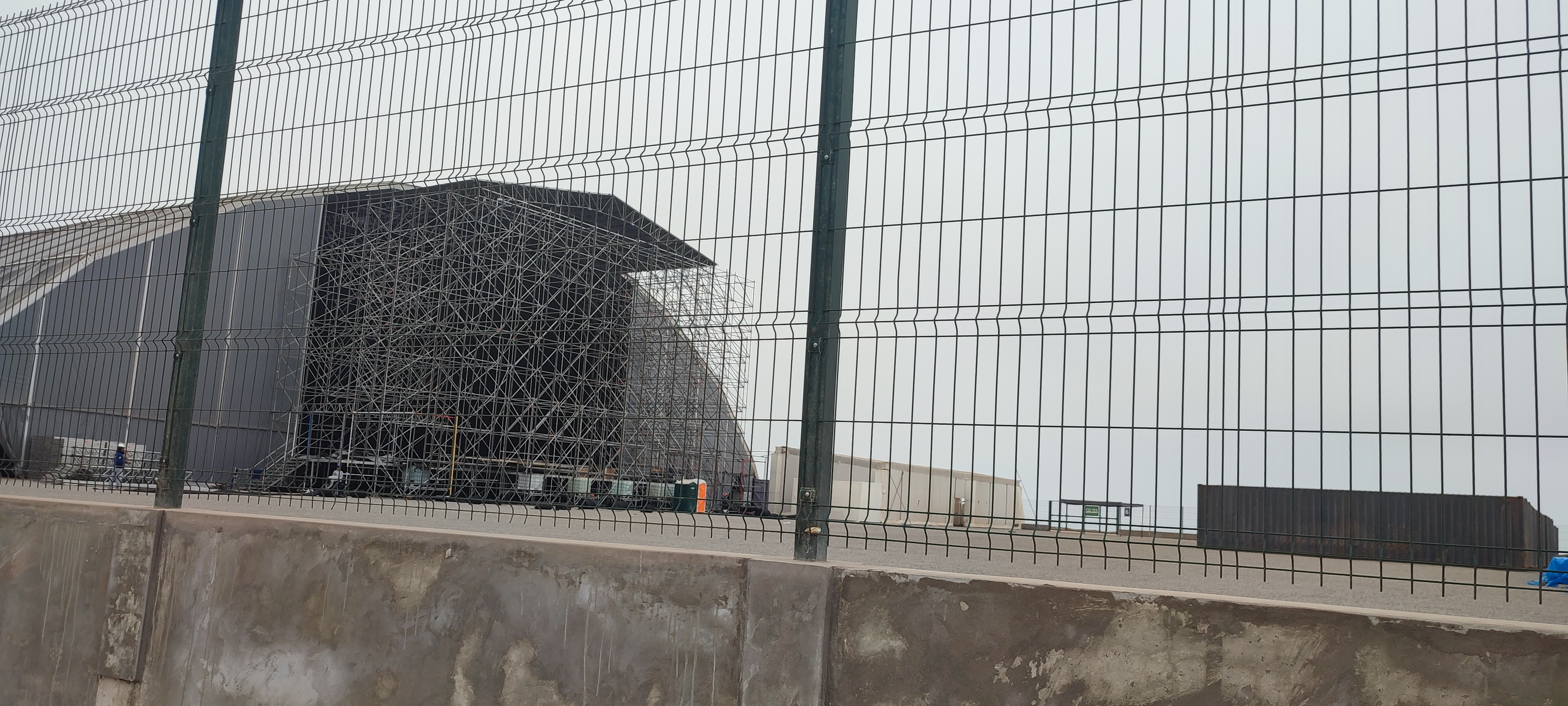
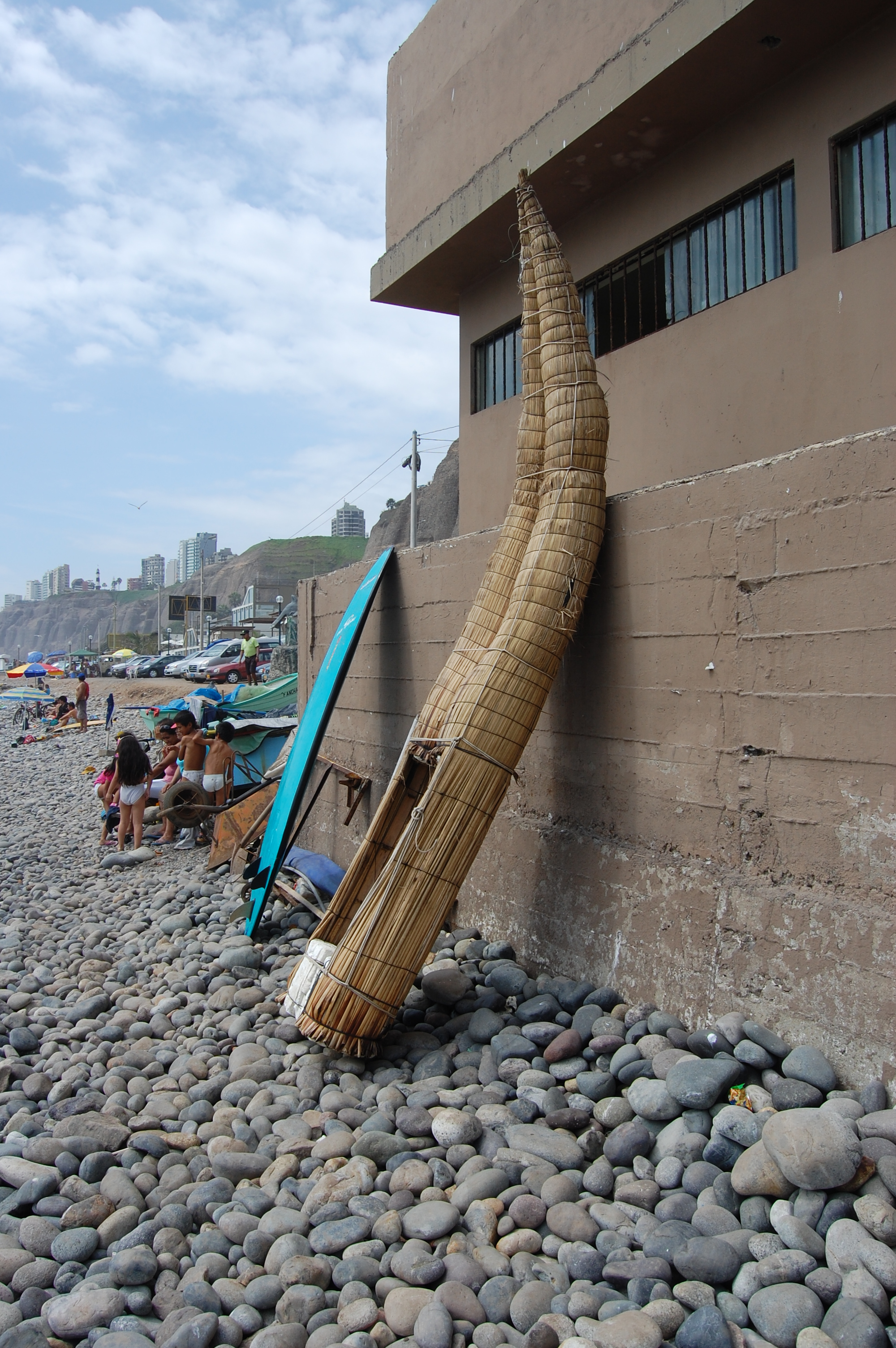
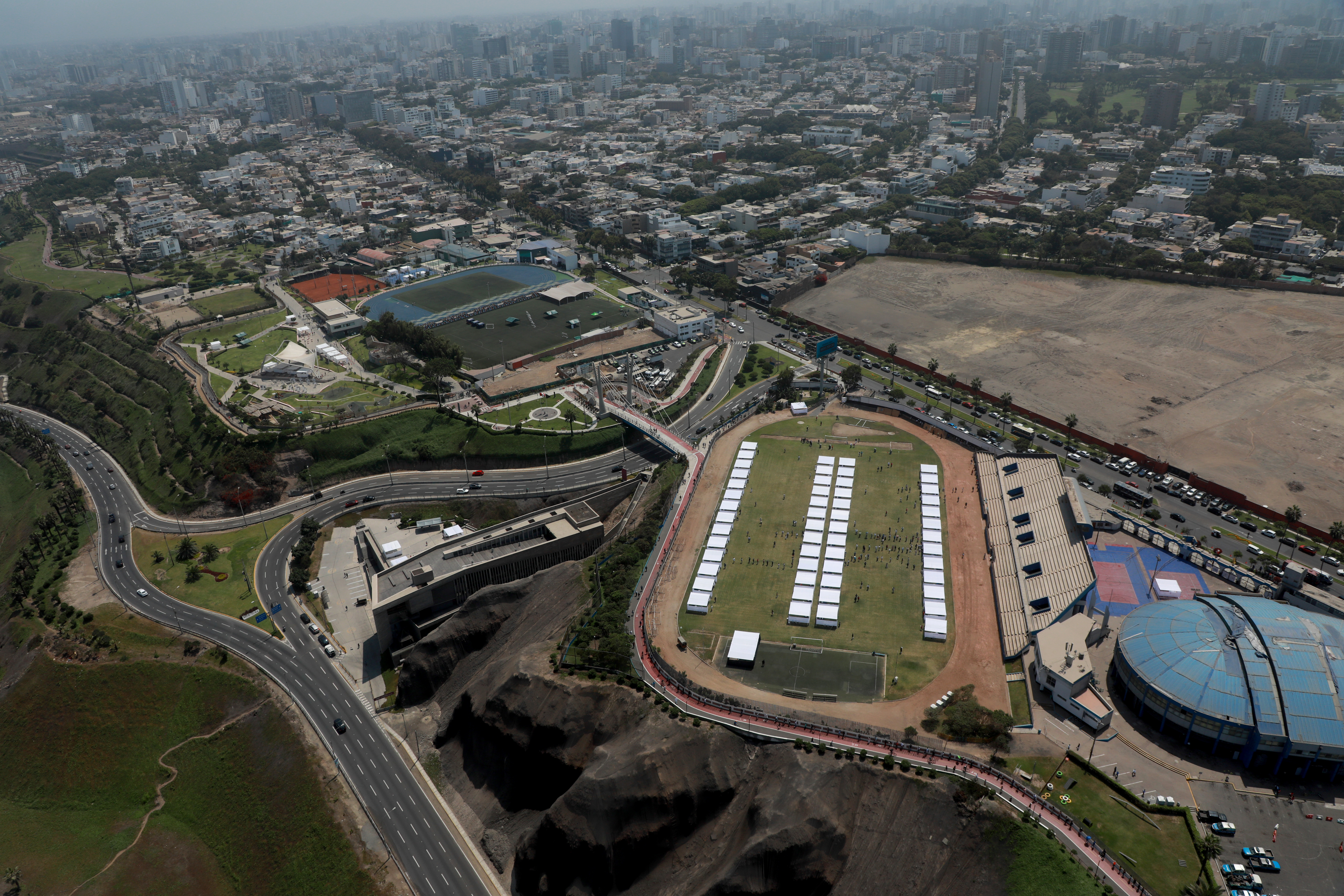
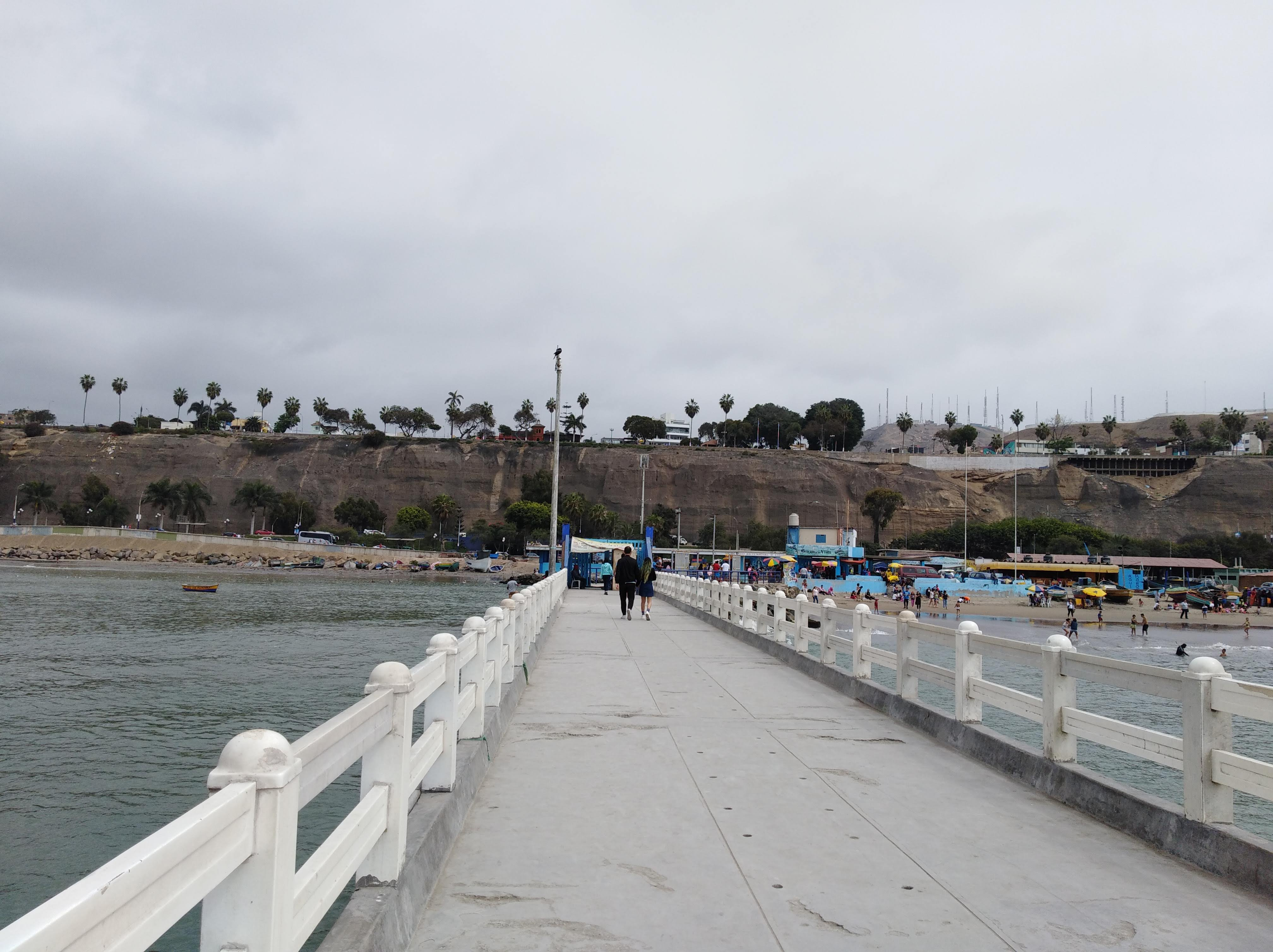
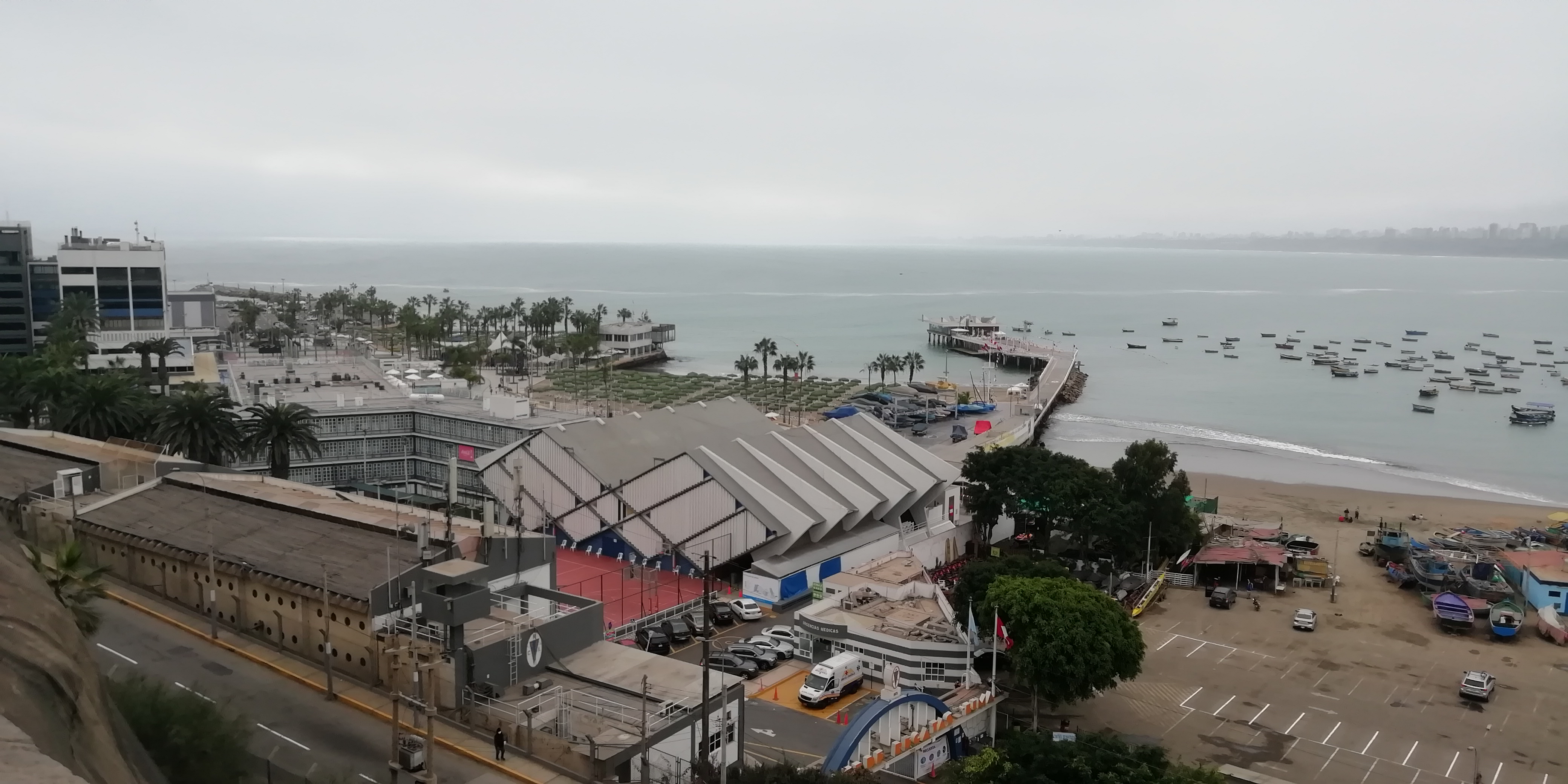
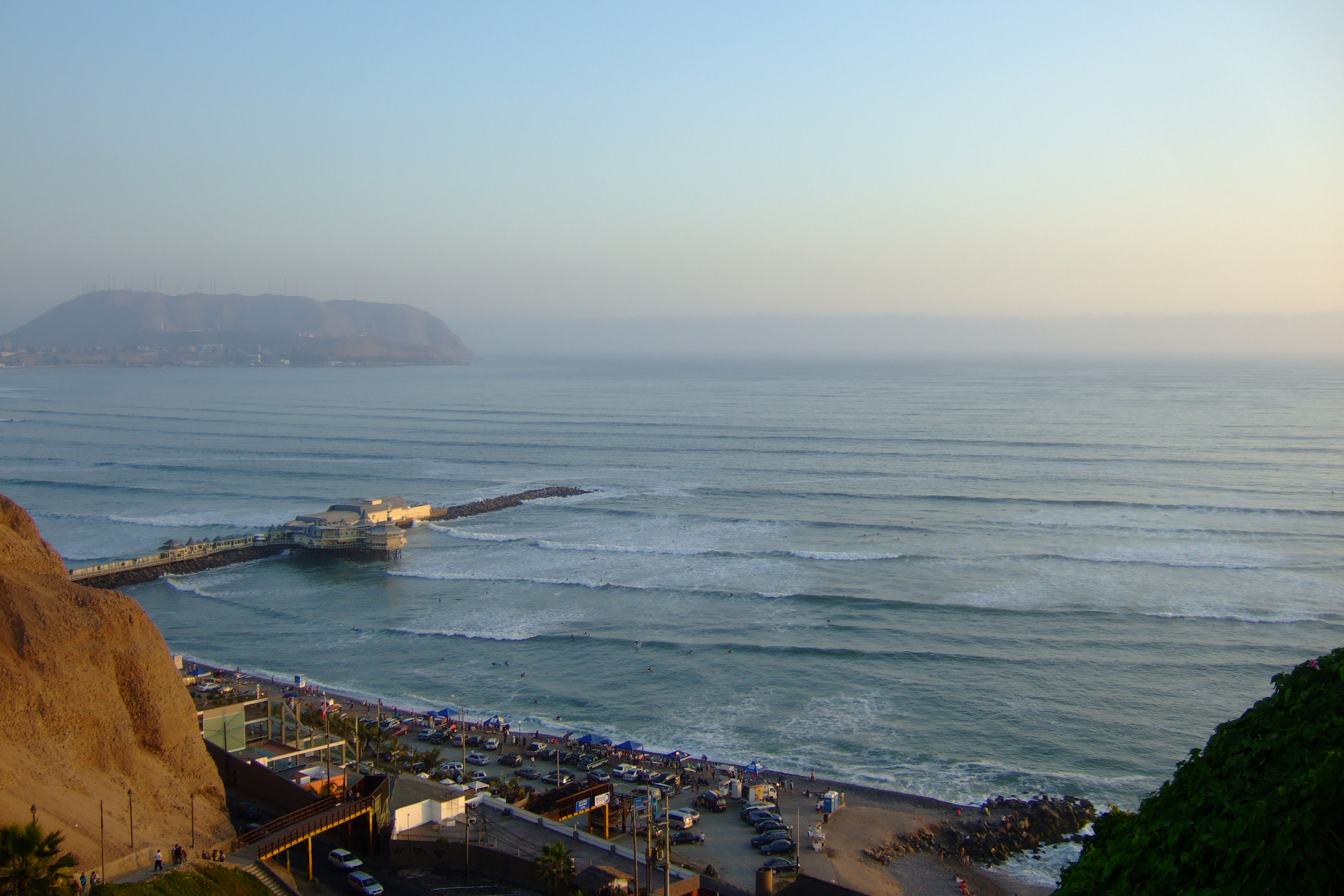

- Funicular de Barranco (Barranco)

## Galería

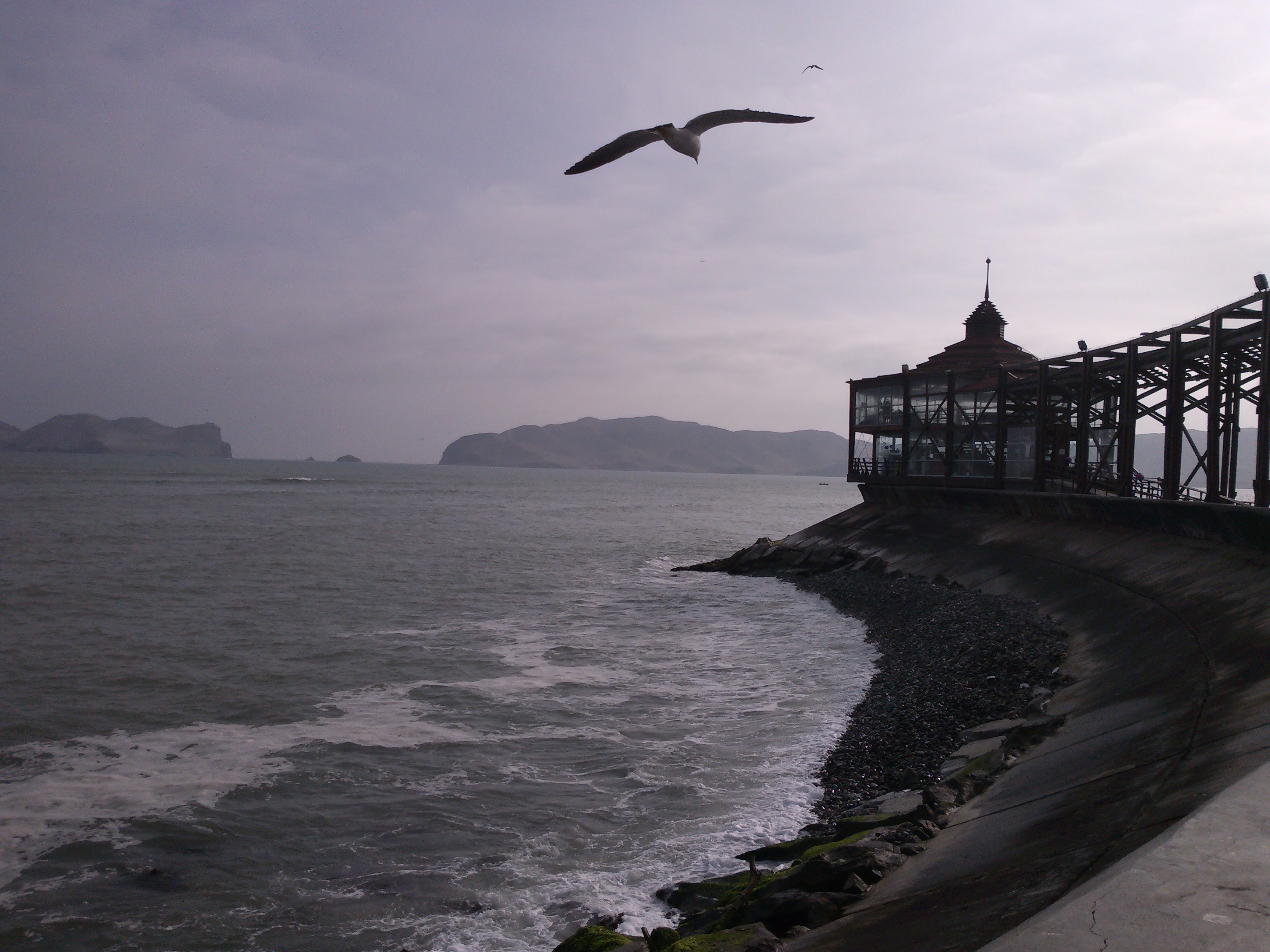
La Punta
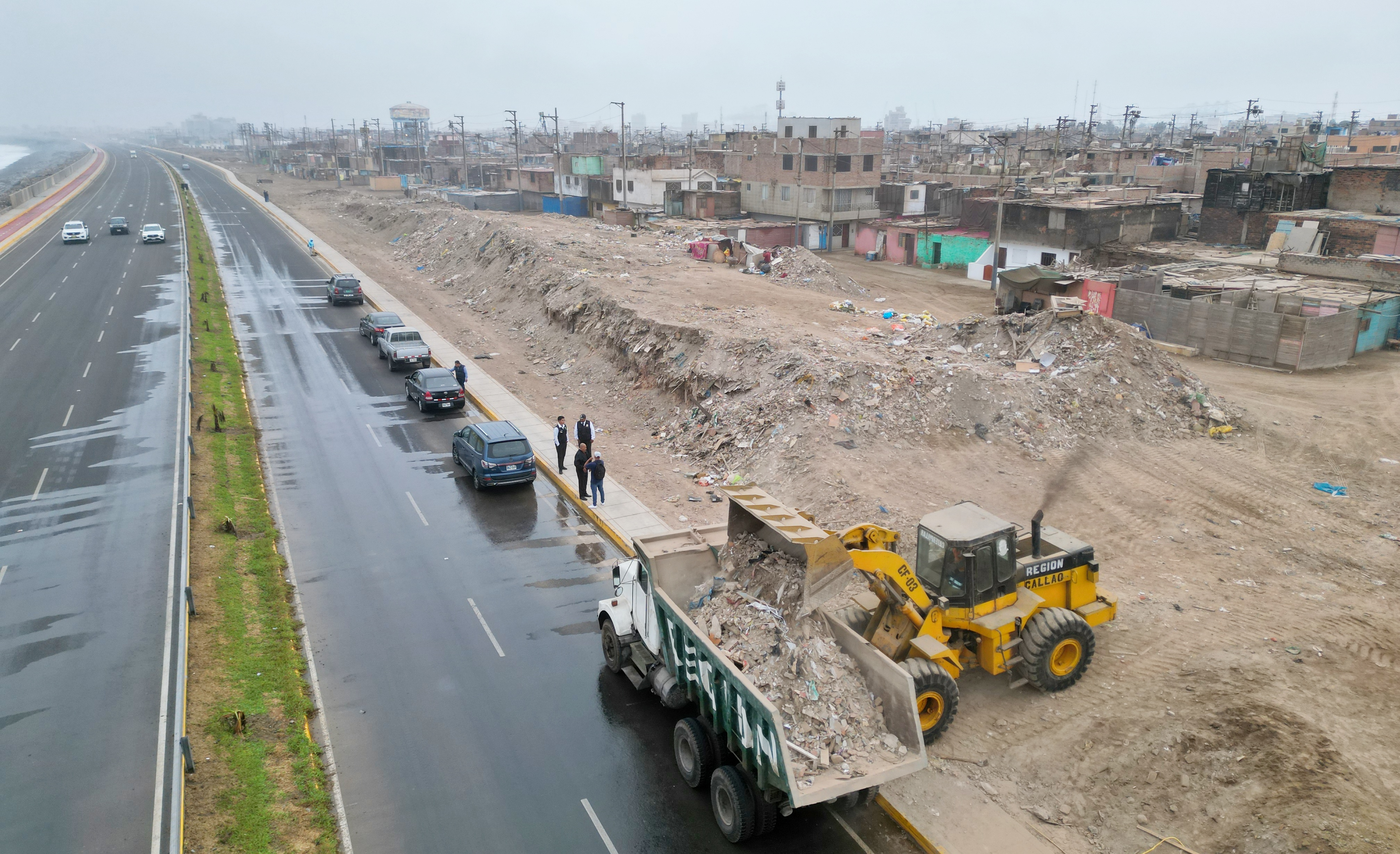
Callao
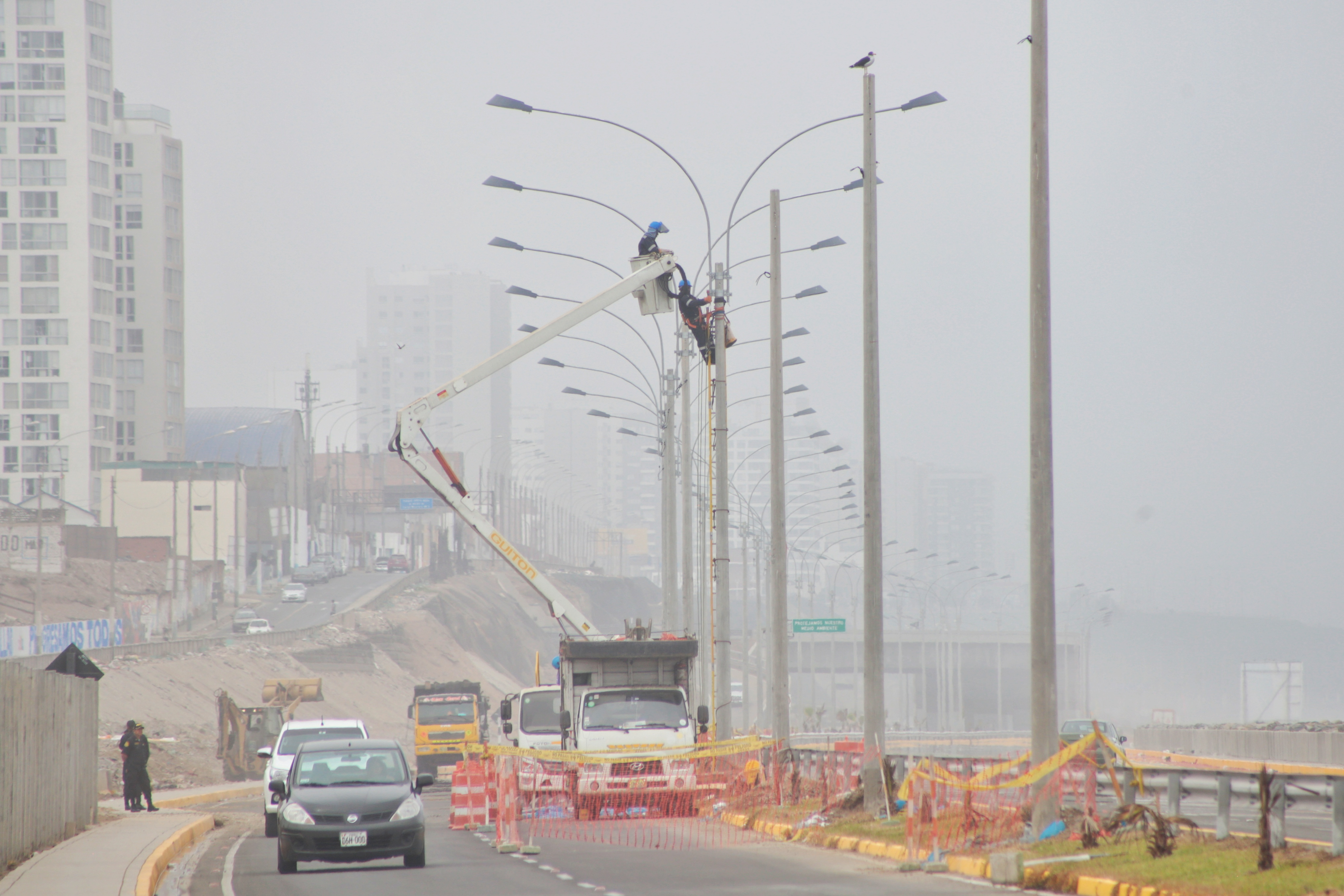
La Perla
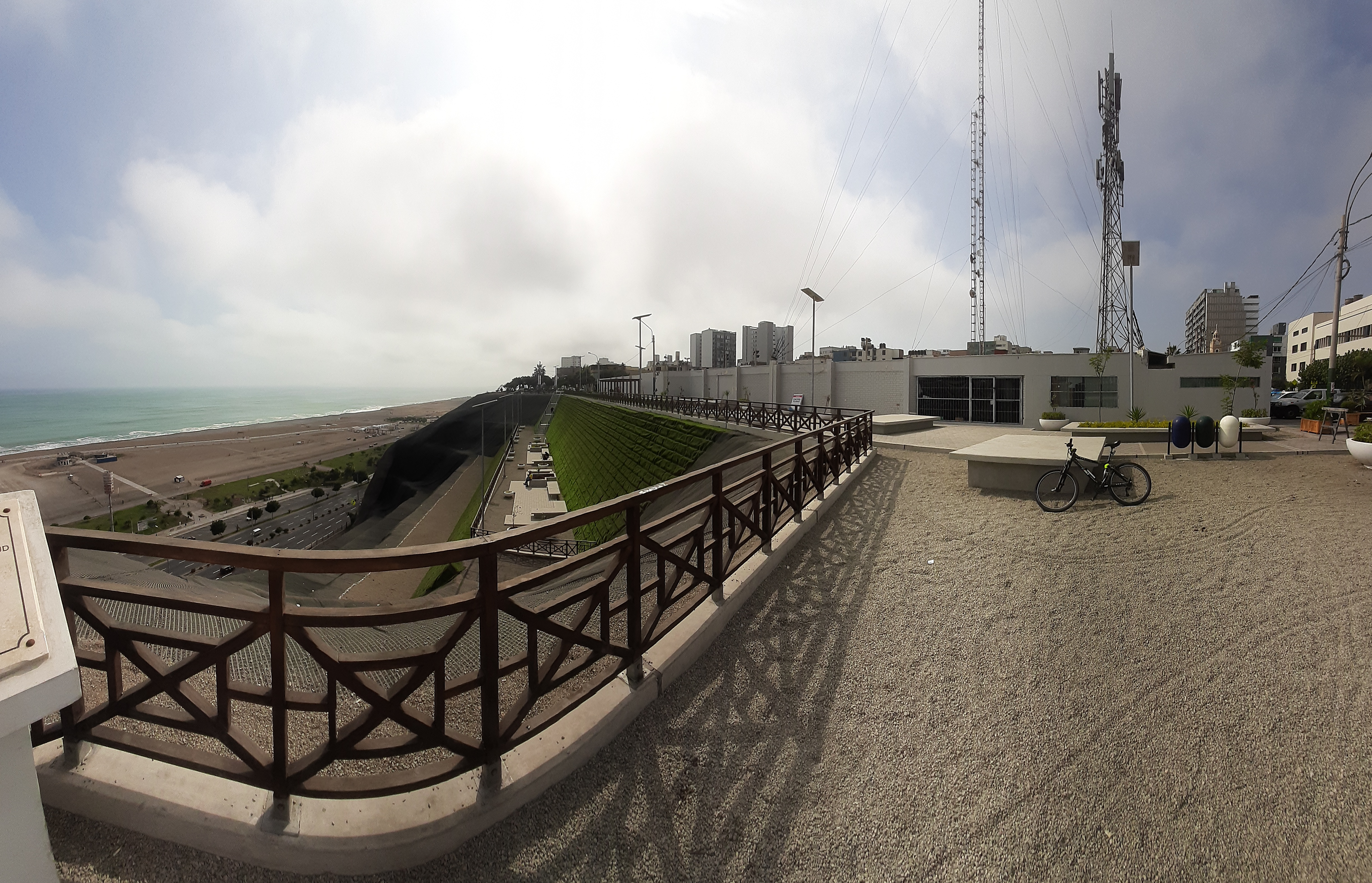
Magdalena
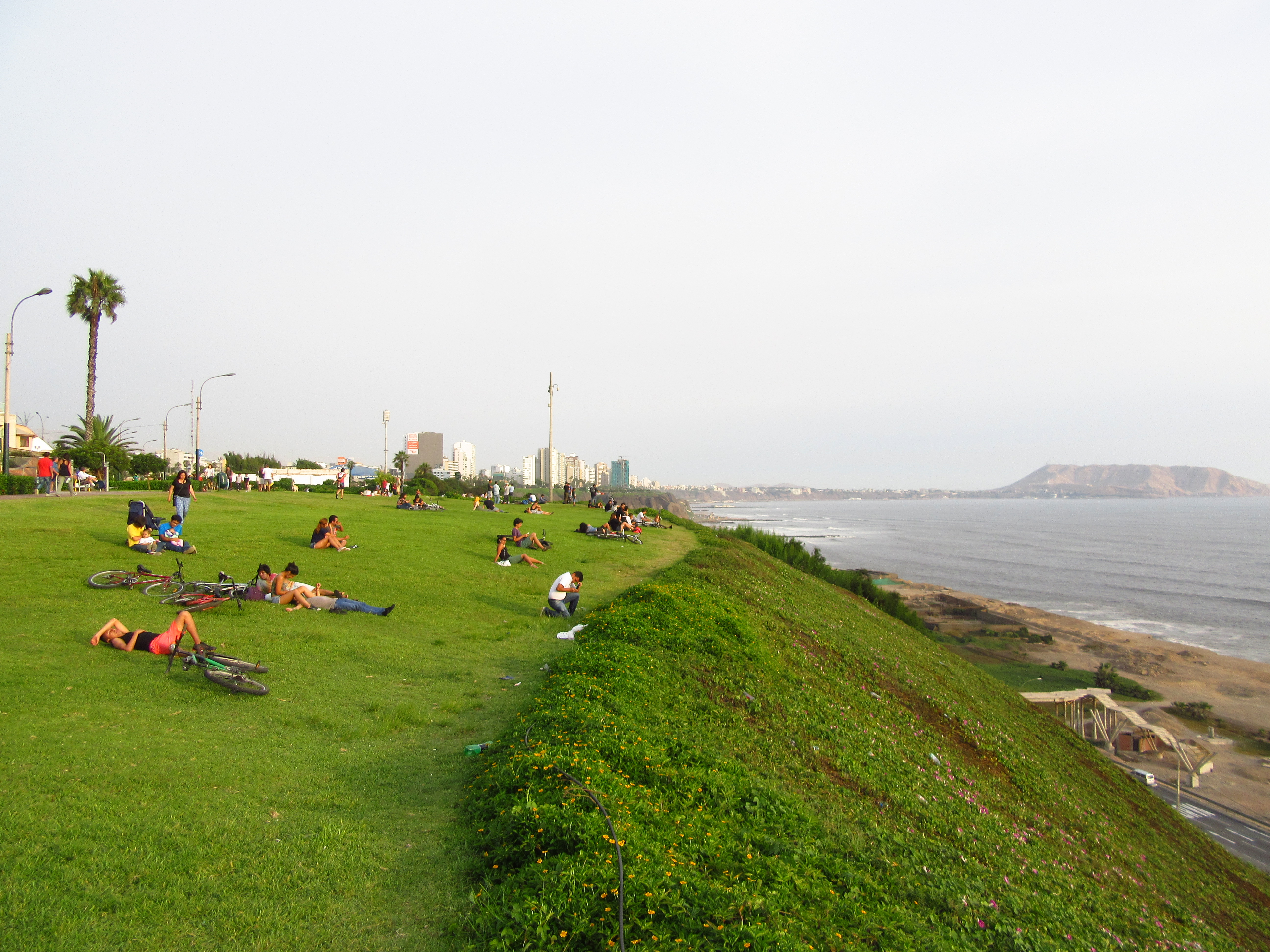
San Isidro
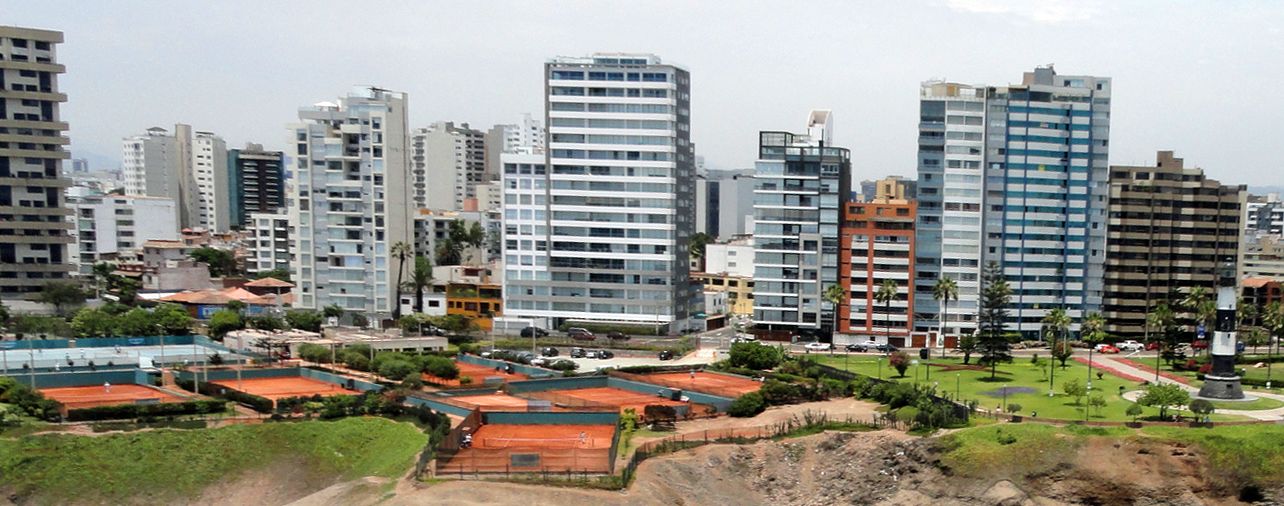
Miraflores
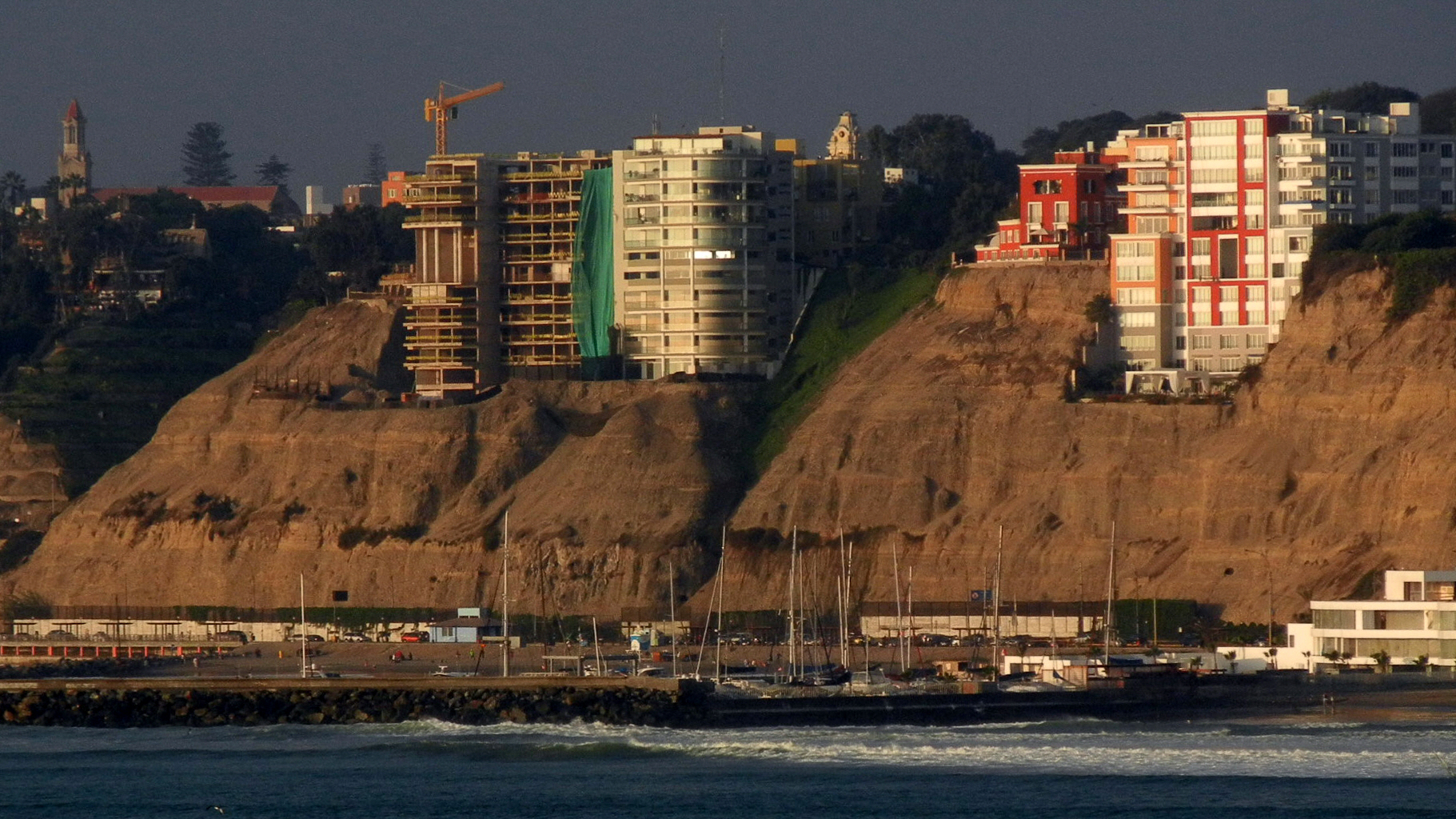
Barranco
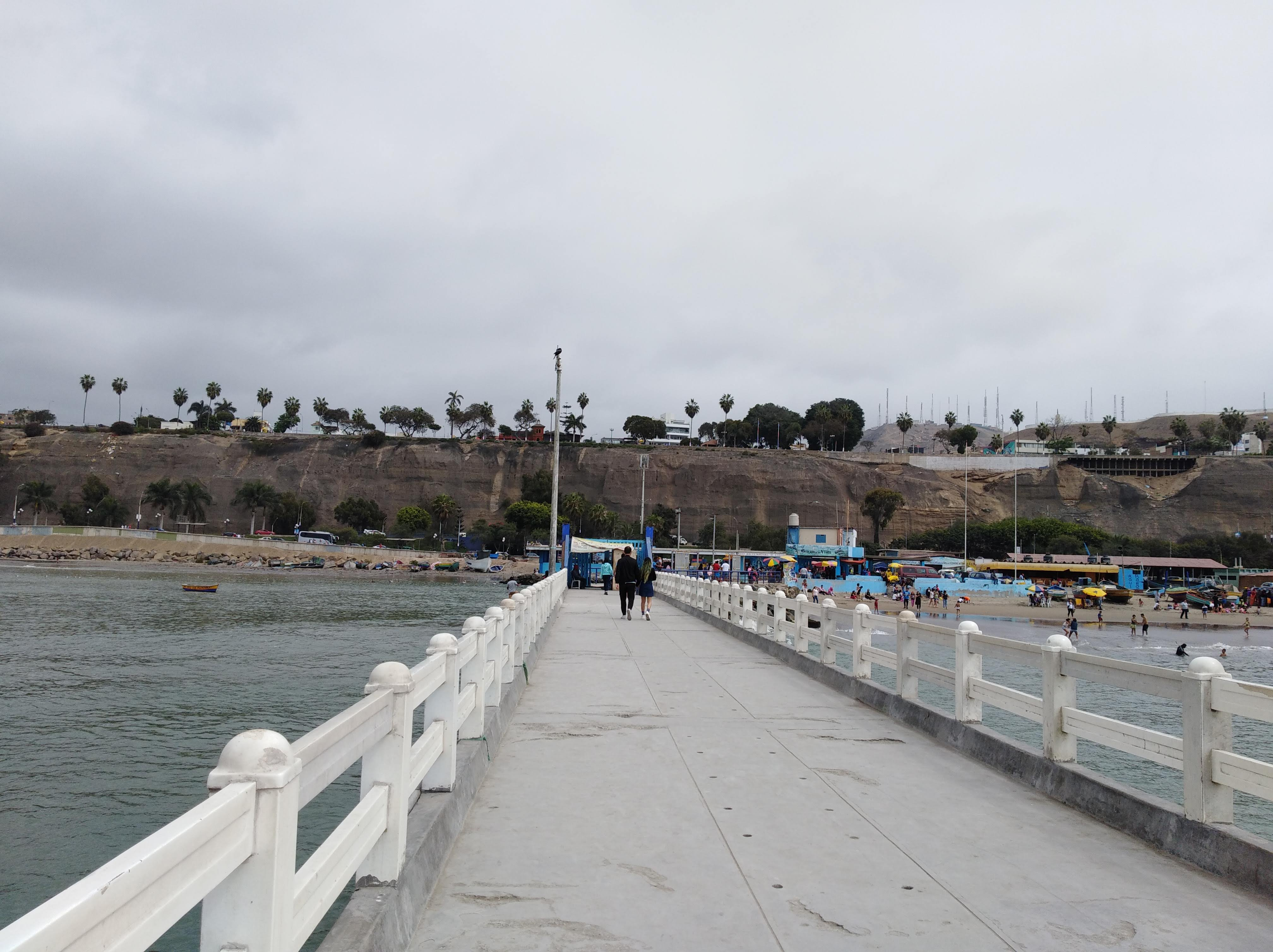
Chorrillos